# Dwight David Eisenhower
Dwight David Eisenhower (anglès: Dwight D. Eisenhower)  (Denison, 14 d'octubre de 1890 - Walter Reed Army Medical Center, 28 de març de 1969), també conegut com a «Ike» Eisenhower, fou un militar i polític estatunidenc, 34è president dels Estats Units entre el 1953 i 1961. Durant la Segona Guerra Mundial fou general en cap de les forces aliades al Front Occidental, lluint el rang de General de l'Exèrcit (o general de 5 estrelles) i cap de l'Estat Major dels Estats Units després de la guerra. Gran amic d'ençà de la seva època de capità en els anys 20 d'un tinent provinent de la Primera Guerra Mundial anomenat George Patton, que arribaria a ser general de 3 estrelles.
Afiliat al Partit Republicà. Fundador de l'OTAN i un dels seus màxims impulsors, sent el seu primer Comandant Suprem. Com a President, en l'àmbit exterior, supervisà l'alto el foc de la Guerra de Corea i, basant-se en la Doctrina de Represàlies Massives (també coneguda com a Doctrina Eisenhower) va mantenir la pressió sobre la Unió Soviètica, va fer de l'armament nuclear una prioritat superior de defensa pel seu ús de dissuasió i posava èmfasi en la intervenció en qualsevol conflicte on s'observés la influència soviètica (tot això dins del context de la Guerra Freda); i destacant-se el 1955 l'inici dels enviaments de consellers per entrenar a l'Exèrcit Sud-vietnamita. També va ser el primer president americà en realitzar una visita a Espanya el 1959, donant així el seu suport a la dictadura del general insurrecte Francisco Franco pel seu anticomunisme. En l'àmbit interior, durant el seu mandat destaca la creació de xarxes viàries i autopistes als estats centrals del país, prenent com a referència el sistema alemany dels anys 30. Quant a l'àmbit social, no va promoure lleis que ajudessin a disminuir la segregació racial i, finalment, llançà la Cursa Espacial. Va ser el primer President dels Estats Units nascut a Texas.

## Orígens familiars i formació
Eisenhower (tot i que, històricament, el seu cognom era Eisenhauer) va néixer amb el nom de David Dwight a la ciutat de Denison, Texas, el 14 d'octubre de 1890. Eisenhower va ser el tercer dels 7 fills
del matrimoni format per Jacob David Eisenhower i Ida Elizabeth Stover. Els seus orígens es trobaven a Alemanya, concretament a l'Odenwald, al Saarland, d'on els seus avantpassats emigraren el 1741 cap a Pennsilvània. La seva mare era testimoni de Jehovà, oferint la seva llar com a lloc de reunió dels membres del grup entre 1896 i 1915.
Tot i que el seu nom era David Dwight, la família i els seus amics li deien només Dwight. Més endavant canviaria l'ordre del seu nom (sembla que quan es va matricular a West Point). Eisenhower es graduà a l'Institut d'Abilene el 1909.

### Matrimoni

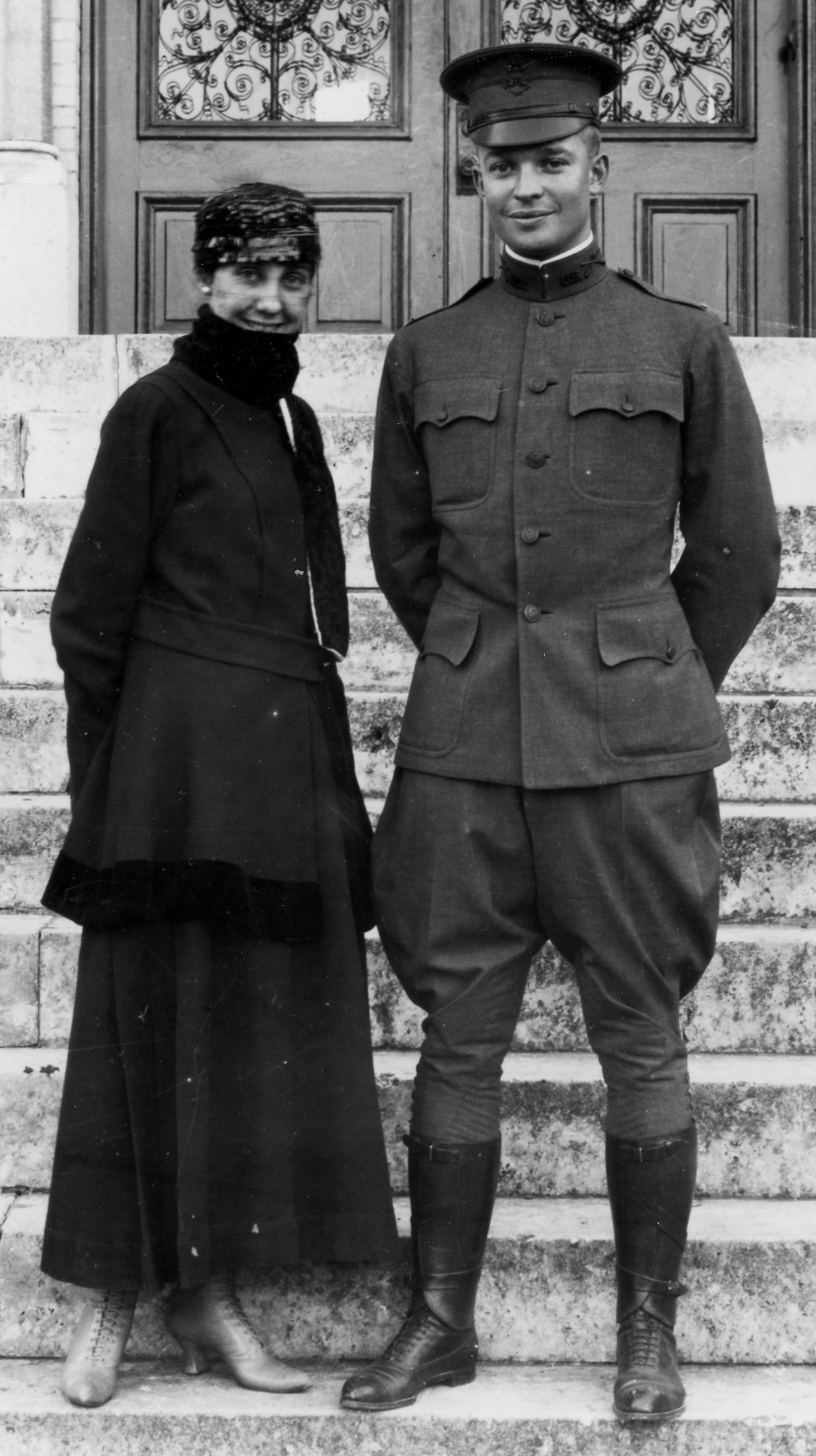
El jove oficial Dwight D. Eisenhower, amb la seva esposa Mary Mamie Geneva Doud.

Eisenhower es casà amb Mamie Geneva Doud (1896-1979), originària de Denver, Colorado, l'1 de juliol de 1916. La parella va tenir 2 fills, Doud Dwight Eisenhower (nascut el 24 de setembre de 1917 i mort d'escarlatina el 2 de gener de 1921, amb només 3 anys), i John Sheldon David Doud Eisenhower, que també serví a l'Exèrcit i que, curiosament, es graduà de West Point el Dia-D.

### Religió
La família del seu pare, d'orígens alemanys, probablement eren luterans, mentre que la seva mare era Testimoni de Jehovà. Aquests estan oposats al fet de matar i a doctrines com el militarisme, però els llaços d'Eisenhower amb el grup ja eren molt febles quan ingressà a l'Acadèmia Militar dels Estats Units el 1911. El 1915, la llar dels seus pares ja no acollí més trobades dels Testimonis, i de fet, tots els homes de la família ho van deixar d'adults, quedant només la mare com a membre actiu fins a la seva mort (i malgrat les seves diferències per motius religiosos, Ike conservà tota la seva vida una estreta relació amb la seva mare).
L'1 de febrer de 1953 va ser batejat, confirmat i va rebre l'comunió a l'Església Presbiteriana, només 12 dies abans del seu primer nomenament. El 1954 va introduir les paraules under God (amb Déu) al Jurament de Lleialtat, i el 1956 adoptà la frase In God We Trust (Confiem en Déu) com a lema dels Estats Units, sent introduïda a la moneda el 1957.

## Carrera militar
Eisenhower ingressà a l'Acadèmia Militar dels Estats Units el 1911, graduant-se amb el rang de cadet d'Infanteria el 1915 (ocupant un lloc la meitat superior de la promoció), passant a ocupar els seus primers destins com a militar professional. La promoció de 1945 va ser coneguda com la promoció on van caure les estrelles, car 59 dels seus membres van arribar a ser generals.
Durant la seva estada a l'Acadèmia gaudí de diversos èxits en competicions esportives, mostrant-se com un fort atleta. Volia jugar al beisbol, però no aconseguí entrar a l'equip de West Point (la qual cosa seria una de les majors decepcions de la seva vida); però en canvi sí que aconseguí entrar a l'equip de futbol americà, jugant de running back i de linebacker i arribant a aparèixer a la premsa el 1912 per un espectacular touchdown. No obstant això, la seva prometedora carrera esportiva s'estronca ben aviat per una seriosa lesió al genoll.

### Primera Guerra Mundial i Període d'Entreguerres
Graduat el 1915, serví amb la infanteria fins al 1918 en diversos camps a Texas i Geòrgia. Durant la Primera Guerra Mundial, a la que els Estats Units es van incorporar als Aliats el 1917, ja en les darreres etapes de la guerra, Eisenhower va esdevenir el tercer cap del nou cos de blindats, arribant temporalment al rang de Tinent Coronel. Durant tot el període bèl·lic, s'encarregà de l'entrenament de les tripulacions de blindats a Pennsilvània, i mai no arribà a entrar en combat. Després de la guerra, Eisenhower tornaria al seu rang de capità, sent promogut poc després a Major abans de ser destinat a Camp Meade (Maryland), on romangué fins al 1922. El seu interès cap a la guerra de tancs s'incrementà després de moltes converses amb George Patton i d'altres comandants de tancs; això no obstant, les seves idees sobre la guerra mòbil van ser poc apreciades pels seus superiors.
Eisenhower esdevingué oficial executiu del General Fox Conner a la Zona del Canal de Panamà, on serví fins al 1924. Seguint les recomanacions de Conner, estudià història i teoria militar (incloent a Karl von Clausewitz), i posteriorment afirmà l'enorme influència que havia estat en Conner en el seu punt de vista militar. Entre 1925-26 assistí a l'Acadèmia de Comandament i Estat Major a Fort Leavenworth, Kansas, i serví com a comandant de batalló a Fort Benning (Geòrgia) fins al 1927.
Durant la segona meitat de la dècada dels 20 i inicis de la dels 30, la carrera d'Eisenhower a l'Exèrcit s'estancà (molts dels seus amics dimitien per treballar al sector privat amb emoluments molt més alts). Va ser destinat a la Comissió de Monuments de Batalla Americans, dirigida pel General John J. Pershing; a l'Acadèmia de l'Exèrcit; i com a oficial executiu del General George V. Mosely, assistent del Secretari de Guerra entre 1929 a 1933. llavors passà a ser el cap d'estat major del General Douglas MacArthur, cap d'Estat Major de l'Exèrcit fins a 1925, quan acompanyà a MacArthur fins a les Filipines, on serví com a assistent del conseller militar del Govern Filipí (sovint s'afirma que tot aquest temps destinat amb MacArthur li serviria com una valuosa preparació per suportar les guerres d'egos de Churchill, Patton i Montgomery durant la Segona Guerra Mundial). Tota aquesta llarga estada a les oficines de preparació marcaria la seva carrera posterior, encarada sobretot a la planificació d'operacions militars. El 1936, i després de 16 anys com a major, va ser promogut a tinent coronel. També aprengué a volar, si bé mai no va ser qualificat com a pilot militar. Només va fer un vol, el 1937 i sobre les Filipines.
El 1939 retornà als Estats Units, servint en diverses posicions d'estat major a Washington, Califòrnia i Texas. Al juny de 1941 va ser nomenat Cap de l'Estat Major del General Walter Krueger, comandant del 3r Exèrcit, a San Antonio (Texas), sent promogut a General de Brigada el 3 d'octubre de 1941. Si bé les seves habilitats administratives eren reconegudes, i davant l'amenaça de la guerra, Eisenhower mai no havia realitzat un comandament actiu no se'l tenia en consideració com un potencial comandant de grans operacions.

### Segona Guerra Mundial

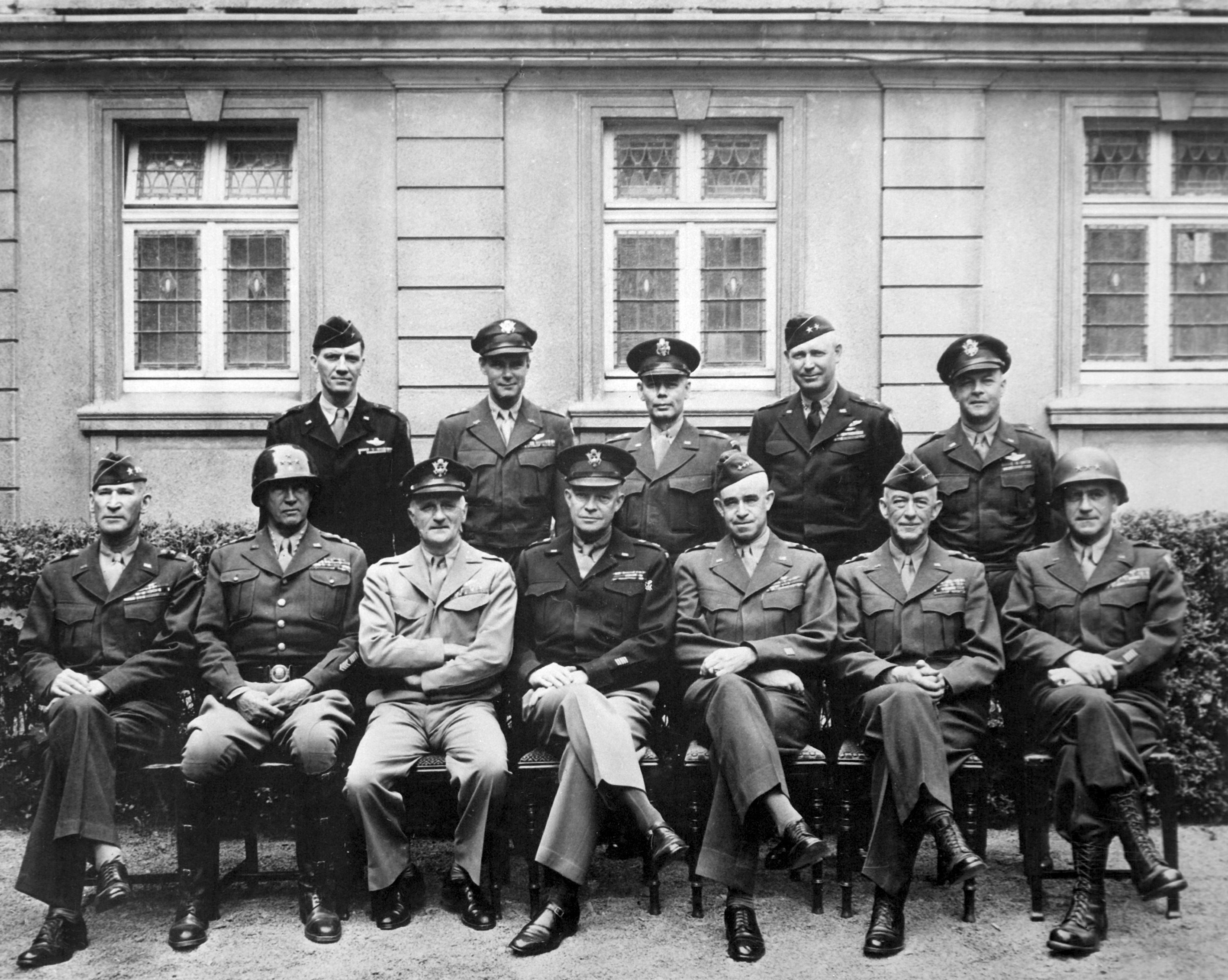
Oficials superiors americans de la Segona Guerra Mundial. Asseguts (d'esquerra a dreta): Grals. Simpson, Patton, Spaatz, Eisenhower, Bradley, Hodges i Gerow; drets (d'esquerra a dreta): Grals. Stearley. Vandenberg, Bedell Smith, Weyland i Nugent.

Quan el 7 de desembre de 1941, els japonesos van llançar el seu atac sobre Pearl Harbor, els Estats Units van entrar a la Segona Guerra Mundial, formant part dels Aliats. Dwight Eisenhower ja havia ascendit a general, sent destinat a l'Estat Major General a Washington, on serví fins al juny de 1942, sent responsable de la creació dels principals plans de guerra per derrotar el Japó i a Alemanya. Va ser nomenat Cap Adjunt a càrrec de les Defenses del Pacífic, per sota del Cap de la Divisió de Plans de Guerra, General Leonard T. Gerow, a qui substituiria algun temps després. Llavors va ser nomenat Assistent al Cap d'Estat Major a càrrec de la Divisió d'Operacions, sota el Cap de l'Estat Major General, General George Marshall. Va ser aquesta relació propera amb Marshall la que finalment conduí a Eisenhower a posicions superiors de comandament, car Marshall reconegué les seves grans habilitats administratives i d'organització.

#### Comandant del SHAEF
El 1942, Eisenhower va ser nomenat Comandant General del Teatre d'Operacions Europeu (ETOUSA), amb seu a Londres. Al novembre també va ser nomenat Comandant Suprem de la Força Aliada Expedicionària de Teatre d'Operacions Nord-africà (NATOUSA).
Un cop les bases per efectuar un desembarcament conjunt de forces britàniques i americanes al nord d'Àfrica, i davant de la planificació definitiva d'aquella complexa operació, Eisenhower instal·là el seu quarter general al punt més proper possible, a la base naval britànica de Gibraltar, des d'on (amb l'ajut del Tinent General Clark) inicià discrets contactes amb les autoritats de la França de Vichy al Marroc, Alger i Tunísia, per poder assolir l'èxit en el desembarcament, contactes que s'arribaren a fer amb l'almirall Darlan (un dels líders del Govern de Vichy, i que es trobava a Alger el dia del desembarcament), i amb Henri Giraud, en qui els americans i els britànics veien una possible alternativa a la França Lliure del General de Gaulle, així com amb el General Juin, cap de les tropes de Vichy a la zona. Tots aquests contactes van ser realitzats per Robert Daniel Murphy, representant personal del president Roosevelt. La tensió que li provocà el desembarcament arribà a l'extrem que fumés fins a quatre paquets de cigarretes diaris.
Després de l'èxit del desembarcament, la seva autoritat s'estengué per tota la Mediterrània durant la resta de la Campanya del nord d'Àfrica, incloent al 8è Exèrcit britànic, comandat pel General Montgomery, amb qui va tenir diverses topades. El 8è Exèrcit havia avançat a través del Desert Occidental des de l'est i estava preparat per iniciar la Campanya de Tunísia. Donada la seva posició, començà a ocupar-se també dels diversos aspectes polítics, intentant en un primer moment allunyar del nord d'Àfrica als gaullistes, amb qui els anglosaxons ja havien topat prèviament. Però amb l'assassinat a Alger de l'Almirall Darlan el 24 de desembre de 1942, comès pel jove gaullista Fernand Bonnier de La Chapelle, tots aquests problemes polítics van desaparèixer, amb el reconeixent de Charles de Gaulle com a cap dels francesos de l'Àfrica, amb la qual cosa Eisenhower pogué ocupar-se del següent problema militar, la Campanya de Tunísia, on l'Afrika Korps del Mariscal Rommel s'havia retirat i on havia rebut importants reforços.
Tot i el mal inici de la campanya, amb la derrota patida pel II Cos Americà a la batalla del Pas de Kasserine el 16 de febrer de 1943, i després de l'arribada a Tunísia del General Patton per assumir el comandament del II Cos, els aliats finalment aconseguiren la capitulació de les tropes de l'Eix a l'Àfrica el 13 de maig de 1943. Durant la campanya, Eisenhower guanyà la seva quarta estrella l'11 de febrer de 1943.
Després de la capitulació, Eisenhower seguí al comandament del Teatre d'Operacions de la Mediterrània (MTO). Des d'aquesta posició supervisà la invasió de Sicília i la invasió de la Itàlia continental.

#### Campanya d'Itàlia

##### Sicília

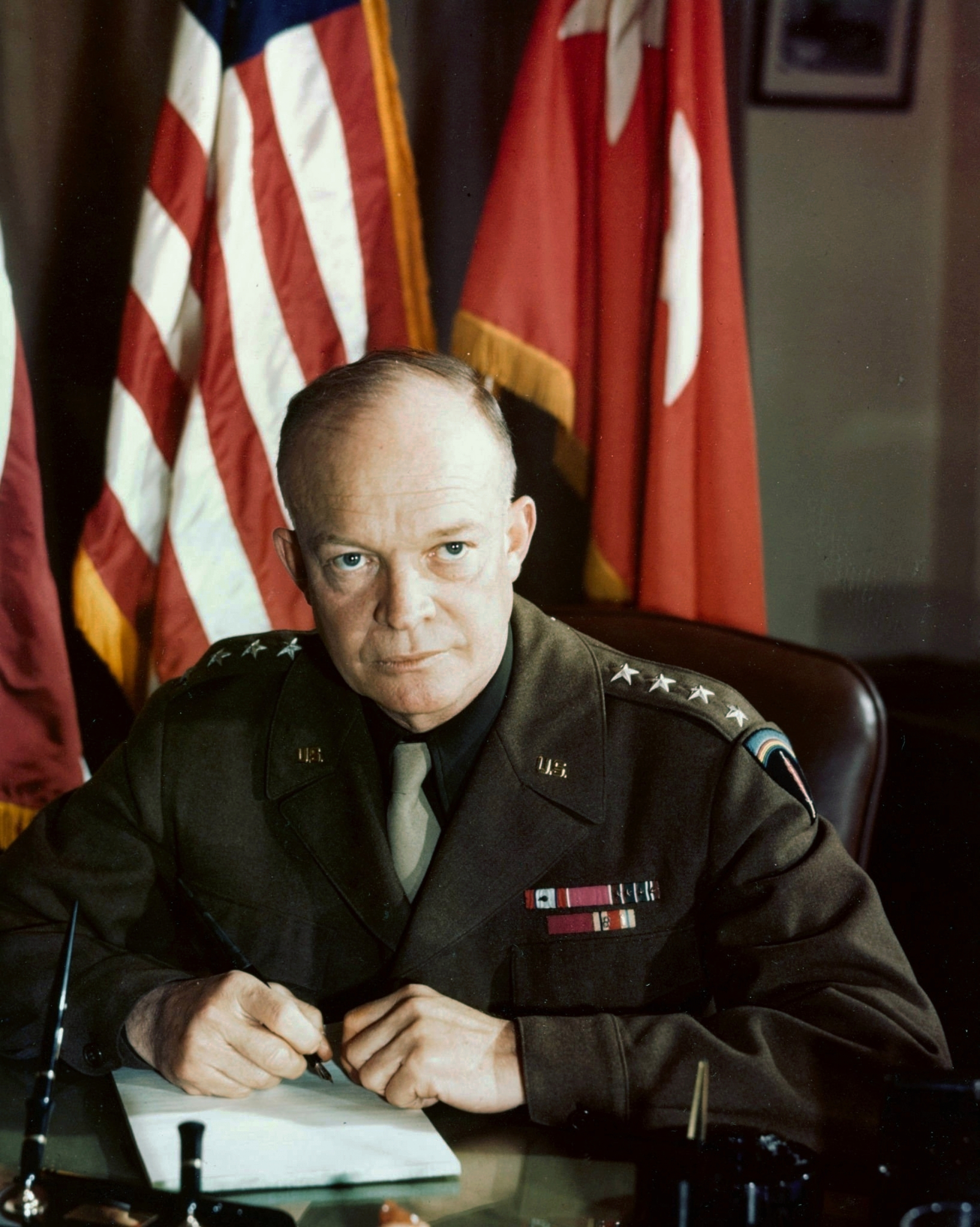
Eisenhower com a General, ja amb la insígnia del SHAEF al braç

Per a la tornada a Europa de les tropes aliades, s'elegí la zona de Sicília, car oferia uns avantatges clars: s'atacava a Itàlia al seu propi territori, prop de les bases establertes pels Aliats al nord d'Àfrica i, finalment, es donava un pas definitiu pel control de la Mediterrània, expulsant d'allà definitivament als alemanys. A més, era una bona oportunitat per testejar les capacitats dels Aliats per portar a terme una operació militar de gran volada, amb la vista posada en el futur.
Eisenhower decidí que l'Operació Husky, nom clau de la invasió, fos realitzada de manera conjunta per tropes britàniques i americanes, per la qual cosa es creà un Grup d'Exèrcits, el 15è, davant del qual es posà al Mariscal Harold Alexander, i estaria format pel 7è Exèrcit americà de Patton i pel 8è Exèrcit britànic de Montgomery. L'Eix comptava amb el 6è Exèrcit italià de Guzzoni i el 14è Exèrcit alemany de Kesselring; estant Guzzoni al front de totes les tropes (si bé de manera nominal).
A més, i amb la finalitat d'estalviar vides, s'iniciaren contactes discrets amb la Mafia, a través de Lucky Luciano, qui es trobava pres a Nova York. Els contactes van fructificar donada la intenció dels feixistes d'acabar amb la Mafia.
Finalment, el 10 de juliol de 1943, amb un important desplegament naval i aeri, es van realitzar els desembarcaments previstos, iniciant-se una cursa entre Patton i Montgomery per veure quin dels dos entraria abans a Messina i acabant així la campanya. Va guanyar Patton.
Amb la conquesta de Sicília quedava oberta la porta per continuar l'avanç, ara mitjançant un desembarcament a la Itàlia continental.

##### Itàlia

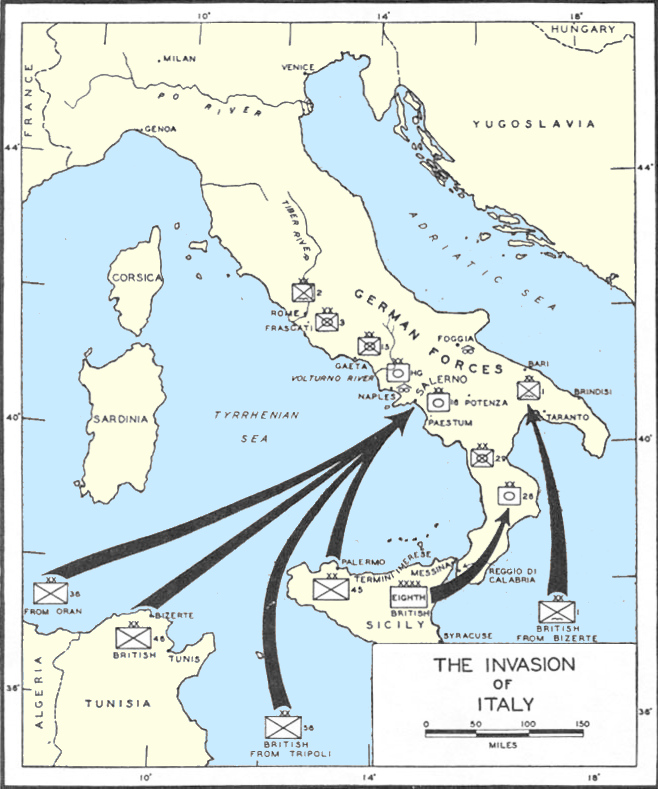
Mapa de les operacions d'invasió d'Itàlia al 1943, segons la planificació efectuada per Eisenhower.

"Estem lluitant a un país que ha contribuït enormement a la nostra herència cultural, un país ric en monuments que amb la seva creació van ajudar i ara il·lustren el creixement de la nostra civilització. Estem obligats a respectar aquests monuments fins al punt en què la guerra ens ho permeti […] Si hem d'escollir entre destruir un edifici famós o sacrificar els nostres homes, llavors la vida dels nostres soldats val infinitament més i els edificis han de desaparèixer... Res no pot avantposar-se a l'argument de la necessitat militar." Dwight David Eisenhower
Sempre des del seu quarter general, llavors instal·lat a Alger, Eisenhower inicià la planificació del següent pas: la invasió de la Itàlia continental, amb l'objectiu de treure a Itàlia de la guerra, provocant la caiguda del règim de Mussolini. No obstant això, les circumstàncies es van precipitar quan Mussolini va ser defenestrat per una majoria dels membres del Gran Consell Feixista (el màxim òrgan del Partit Nacional Feixista italià), en una operació preparada pel rei Víctor Manuel III, iniciant-se tot seguit conversacions secretes a Lisboa amb vistes a signar un armistici a sol·licitud dels italians.
Les converses van desembocar en la signatura de l'armistici de Cassabile, pel qual Itàlia abandonava l'aliança amb el Tercer Reich, tot i que els italians van demanar que seguís el secret fins que els aliats desembarquessin a Itàlia. D'acord amb els pactes, el 3 de setembre de 1943, els aliats van travessar l'estret de Messina, ocupant sense gran oposició el port. Es tractava d'una estratègia molt conservadora, car les circumstàncies haguessin permès el desembarcament més al nord, amb la qual cosa la Campanya d'Itàlia hagués estat molt menys lenta.
En qualsevol cas, els successos a Itàlia es van precipitar: Mussolini va ser alliberat de la seva reclusió pels alemanys, formant la República Social Italiana, que seguia aliada amb l'Alemanya Nazi; i pel seu costat, el Mariscal Badoglio, tot i que estava sent mantingut a part pels Aliats, va intentar organitzar un Exèrcit Italià que combatés amb les tropes aliades. Finalment, s'avançà tan a poc a poc que al desembre els aliats es van veure aturats a uns 100 km al sud de Roma per les defenses preparades a correcuita pels alemanys a la Línia Gustav.

#### Comandant Suprem Aliat a Europa

##### El Desembarcament de Normandia

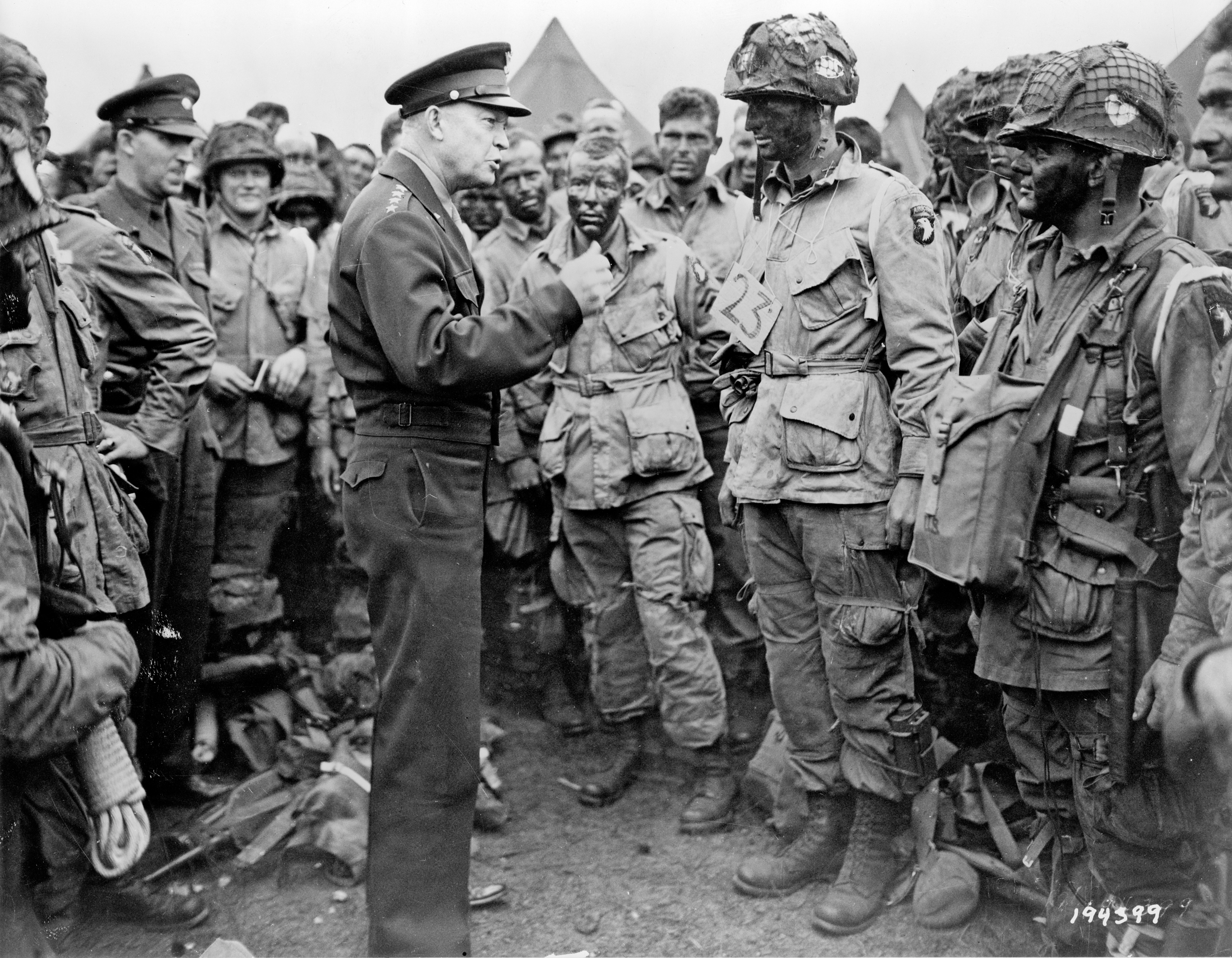
Eisenhower parlant el vespre del 5 de juny de 1944 a paracaigudistes del 502n Regiment d'Infanteria Paracaigudista (101a Divisió Aerotransportada), a punt de participar en el Dia D, saltant sobre Normandia poc després

El 28 de novembre de 1943 se celebrà la Conferència de Teheran (Pèrsia), amb l'assistència dels 3 principals líders polítics dels Aliats: Churchill pels britànics, Roosevelt pels americans i Stalin pels soviètics. Entre els diversos acords que s'arribaren, destacava el compromís anglo-americà d'obrir un segon front a Europa, a part del ja existent a Itàlia i al Front Oriental, davant la petició de Stalin, car l'Exèrcit Roig estava suportant el pes principal de la lluita a Europa contra la Wehrmacht.
Com que els Estats Units serien els majors proveïdors dels homes que prendrien part en el desembarcament previst, i com que la major part del seu equipament també seria nord-americà, es decidí que fos un americà qui estigués al capdavant de l'operació i dels seus preparatius. Roosevelt no va voler desprendres del seu conseller militar, el general Marshall, amb la qual cosa es decidí atorgar el càrrec a un home que ja havia demostrat la seva vàlua a l'Àfrica i a Itàlia. L'alternativa era Patton, però la seva mala imatge deguda a uns incidents ocorreguts a Sicília i els enfrontaments que mantenia amb el britànic Montgomery van fer que se'l deixés de costat, tot i que se li encarregà posar a punt un exèrcit fantasma simulat amb el qual s'amenaçaria l'operació real, amenaçant als alemanys amb una invasió sobre Calais, l'Operació Fortutide, tasca en la qual Patton tindria un èxit total.
El desembre del 1943 s'anuncià que Eisenhower seria el Comandant Suprem Aliat a Europa. Al gener, va reassumir el comandament ETOUSA i al febrer va ser nomenat oficialment com a Comandant Suprem Aliat de la Força Expedicionària a Europa (SHAEF), servint en un doble paper fins al final de les hostilitats a Europa al maig de 1945. En aquestes posicions va estar encarregat de planificar i portar a terme l'assalt sobre la costa de Normandia al juny de 1944, sota el nom clau d'Operació Overlord, l'alliberament de l'Europa occidental i la invasió d'Alemanya. Un mes després de l'atac a Normandia tindria lloc la invasió del sud de França, i el control de les forces que hi participarien passarien del AFHQ al SHAEF. Per tant, des de llavors i fins al final de la guerra a Europa el 8 de maig de 1945, Eisenhower, mitjançant el SHAEF, tenia el comandament absolut de totes les forces operatives aliades (formada per tropes originàries dels Estats Units, el Regne Unit, la França Lliure, Bèlgica, Luxemburg, Països Baixos, Txecoslovàquia, Polònia o Grècia, així com els dominis britànics del Canadà, Nova Zelanda, Austràlia, Sud-àfrica, a més de l'Índia britànica) i mitjançant ETOUSA, el comandament administratiu de totes les forces americanes al Front Occidental al nord dels Alps.
El General Eisenhower i els seus ajudants van triar la costa de Normandia pel desembarcament, preferint-la a altres possibles alternatives. És especialment interessant el fet que les platges triades quedaven dins del radi d'acció dels avions amb base al Regne Unit, sense obviar el fet que al canal de la Mànega era molt fàcil d'aconseguir una supremacia total aèria i naval pels aliats.
La planificació de l'operació, la major operació de desembarcament de tropes feta fins avui, va suposar un esforç considerable, pel qual van tenir-se en compte factors innumerables: des dels climatològics, amb una anàlisi de les condicions climatològiques previstes per a les zones de desembarcament el dia mateix del desembarcament i posteriors, fins a com abastir a les tropes un cop a terra (motiu pel qual s'arribaren a dissenyar uns ports artificials) o fins i tot un oleoducte que portaria el carburant necessari a través del canal, (Operació PLUTO), passant pel disseny i la construcció de tancs especialitzats pels desembarcaments (els anomenats "Hobart's Funnies", en honor del seu creador, el Major General Percy Hobart.
No obstant això, tot i els dots diplomàtics d'Eisenhower, es van plantejar greus problemes respecte a la França Lliure del General Charles de Gaulle, car els francesos entenien que se'ls deixava al marge de la presa de decisions. Pressionat per Churchill, Eisenhower es negà a atorgar poders majors als francesos lliures mentre que no se celebressin eleccions a França. Aquesta decisió comportà conseqüències posteriors a la Campanya de França, especialment a l'agost de 1944, davant de l'Alliberament de París.
L'operació planificada comportava un desembarcament en 5 platges diferents: Utah, Omaha, Gold, Juno i Sword. El primer objectiu era assegurar les pròpies platges, tasca que s'encarregà a diverses divisions paracaigudistes: la 82 i la 101 americanes i la 6a britànica. La missió dels paracaigudistes era retardar o evitar l'arribada a les platges de reforços alemanys, especialment les divisions blindades desplegades a la zona de Calais, i que l'Operació Fortitude de Patton mantenia allà a l'espera d'una hipotètica invasió.
Un cop aconseguit el control de les platges, l'objectiu per a la setmana següent a la invasió era el d'assegurar l'interior de Normandia, amb la finalitat de garantir la supervivència de les tropes desembarcades, per llançar a continuació un assalt cap als principals ports de la regió (especialment el de Cherbourg), per poder desembarcar allà subministraments i noves tropes amb les quals va poder desplegar tota la capacitat de combat dels Aliats.
"La vostra tasca no serà senzilla. El vostre enemic està ben entrenat, ben equipat i és veterà al combat. Lluitarà salvatgement."Eisenhower, 6 de juny de 1944 
El 5 de juny de 1944, data prevista pel desembarcament, arribà enmig del pitjor pronòstic metereològic per aquella època de l'any en 4 ó 5 dècades, i el desembarcament s'ajornà 24 hores. El 4 de juny, a les 9:45, se celebrà una reunió amb els principals caps militars, en la qual s'anuncià una lleu bonança en el clima. Eisenhower va ordenar que es posés en marxa l'Operació Overlord el 6 de juny amb un lacònic "Som-hi" (Let's go).
Tot i alguns contratemps, que van afectar en major mesura a algunes de les platges del desembarcament, i tot i els temors del mateix Eisenhower, finalment la batalla de Normandia obrí les portes a l'alliberament de la França ocupada pels alemanys.
Mai ningú no va tenir clar que l'Operació Overlord tingués un èxit rotund. La seriosa possibilitat d'un fracàs va fer que Eisenhower preparés una curta declaració en què assumia la plena responsabilitat en cas que es produís un fracàs catastròfic. El text va ser trobat temps després per un ajudant a la butxaca d'una jaqueta. Es llegeix:
Els desembarcaments a la zona de Cherbourg-Havre han fracassat en la missió de guanyar un cap de platja satisfactori i he fet que les tropes es retiressin. La meva decisió d'atacar en aquest moment i aquest lloc ha estat basada en la millor informació de què disposàvem. Les tropes, l'aviació i la Marina han complert amb el seu deure amb total valentia i devoció. Si hi ha alguna culpa o falta per l'intent, només és meva

##### Campanya de França

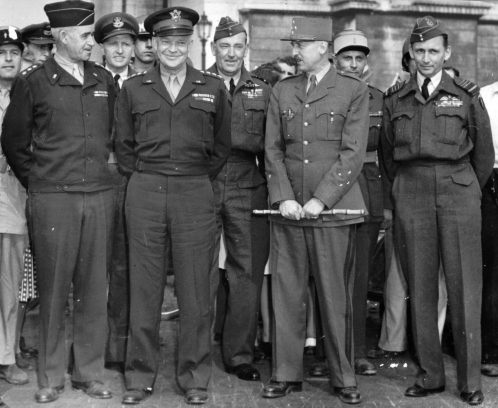
L'Alt Comandament dels Aliats a París, amb Marie-Pierre Kœnig després de l'Alliberament de París a l'agost de 1944.

Amb la consolidació de la presència militar dels Aliats a Europa, després de l'èxit a la Batalla de Normandia, Eisenhower quedà acreditat com el conductor dels Aliats a la Victòria. Lògicament, va ser l'encarregat de la planificació de la següent fase de la guerra al Front Occidental. Es posava l'accent en un avanç veloç cap a l'est, empaitant als alemanys en retirada, assegurant el control de la costa del Canal de la Mànega, i deixant de costat l'interior de França. Per a completar la pressió exercida, a l'hora que per superar l'oposició alemanya a Itàlia, l'equip d'Eisenhower planejà un desembarcament al sud de França, que va tenir lloc el 15 d'agost de 1944.
Respecte a la situació de París, Eisenhower pretenia passar de llarg la ciutat pel nord per a poder aprofitar la situació de desorganització de la Wehrmacht i arribar al Rin abans que poguessin preparar una defensa ben organitzada (i de pas, per estalviar-se el problema logístic que representaria portar subministraments als parisins). No obstant això, el general de Gaulle ordenà al cap de la 2a Divisió Blindada de la França Lliure, General Leclerc, que es dirigís cap a París (contravenint les ordres del superior de Leclerc, el general americà Leonard T. Gerow, així com del mateix Eisenhower. De Gaulle pretenia donar suport a la sublevació de la població de París, evitant que fos emprada com a mitjà propagandístic pel Partit Comunista Francès. Igualment, de Gaulle volia evitar que França quedés sotmesa després de l'alliberament a un Govern Militar Aliat dels Territoris Ocupats (AMGOT), és a dir, a un control militar anglosaxó sobre el país. Finalment, de Gaulle comprenia que l'alliberament de París li serviria no només per aconseguir la consolidació definitiva de la seva persona com a líder de la França Lliure, sinó que també per a situar a la França Lliure com a nexe d'unió entre França i els aliats.
No obstant això, davant la situació del fet creat per l'avanç cap a París de la 2a Divisió Blindada de la França Lliure, totalment en solitari i sense autorització, Eisenhower, tot i que molest davant el fet d'haver d'assumir el cost d'alimentar la població de París (la qual cosa encara sobrecarregaria més les línies de subministraments dels seus exèrcits, ja molt explotades), es rendí a l'evidència, acceptà els fets consumats i envià a la 4a Divisió d'Infanteria Estatunidenca cap a París per donar suport a l'operació, a més de per obtenir un rèdit polític i propagandístic.
En qualsevol cas, Eisenhower i el seu equip van iniciar la planificació per la següent fase de l'ofensiva: la campanya a Bèlgica i als Països Baixos per controlar la desembocadura del Rin.

##### Campanya del Benelux
Després dels resultats de la campanya de França, l'estratègia dissenyada per Eisenhower buscava trobar un equilibri entre les exigències de dos dels principals comandants aliats: el britànic Montgomery i l'americà Patton.
Donada l'escassetat de subministraments, a causa del fet que els aliats encara no havien ocupat o encara no podien disposar de cap dels grans ports francesos de l'Atlàntic, l'avanç de les tropes cap a Alemanya començava a alentir-se. Per un altre costat, el mateix Eisenhower havia estimat malament la capacitat de resistència dels alemanys, esperant trigar molt més temps a avançar fins a l'antiga frontera franco-alemanya del que realment s'havia necessitat.
Davant d'aquesta situació, Patton pretenia obtenir prioritat en el subministrament de carburant, recanvis i subministraments en general per a les seves tropes, amb la qual cosa aconseguiria realitzar un ràpid avanç fins a la frontera alemanya, travessat el Rin i penetrant al cor industrial d'Alemanya, esperant posar fi ràpidament a la guerra. A més, Montgomery hauria de protegir el seu flanc, avançant cap a la vall del Ruhr. Pel seu costat, també Montgomery volia tenir prioritat en la rebuda dels subministraments per avançar de costat al canal de la Mànega, travessar Bèlgica i els Països Baixos per penetrar a Alemanya pel nord, per la desembocadura del Rin. Segons aquest pla s'intercanviarien els papers, sent aquest cop Patton qui guardaria el flanc de Montgomery. Resumint, ambdós volien atribuir-se la glòria de l'avanç, sent l'altre que assumís la tasca més feixuga.
La decisió final d'Eisenhower, doncs, va haver de ser la recerca d'un equilibri entre ambdues concepcions, agafant-se al pla inicial, amb un avanç més lent però a tota la línia del front. No obstant això, a causa de consideracions de tipus polític cap als aliats britànics, va optar per donar prioritat a Montgomery, també perquè a més esperava que això permetria la conquesta del port d'Anvers, solucionant així els problemes de manca de subministraments.
A més, Montgomery, va presentar un audaç i imaginatiu pla, contrari als seus plans metòdics, que seria acceptat per Eisenhower: l'"Operació Horta".

##### Operació Horta

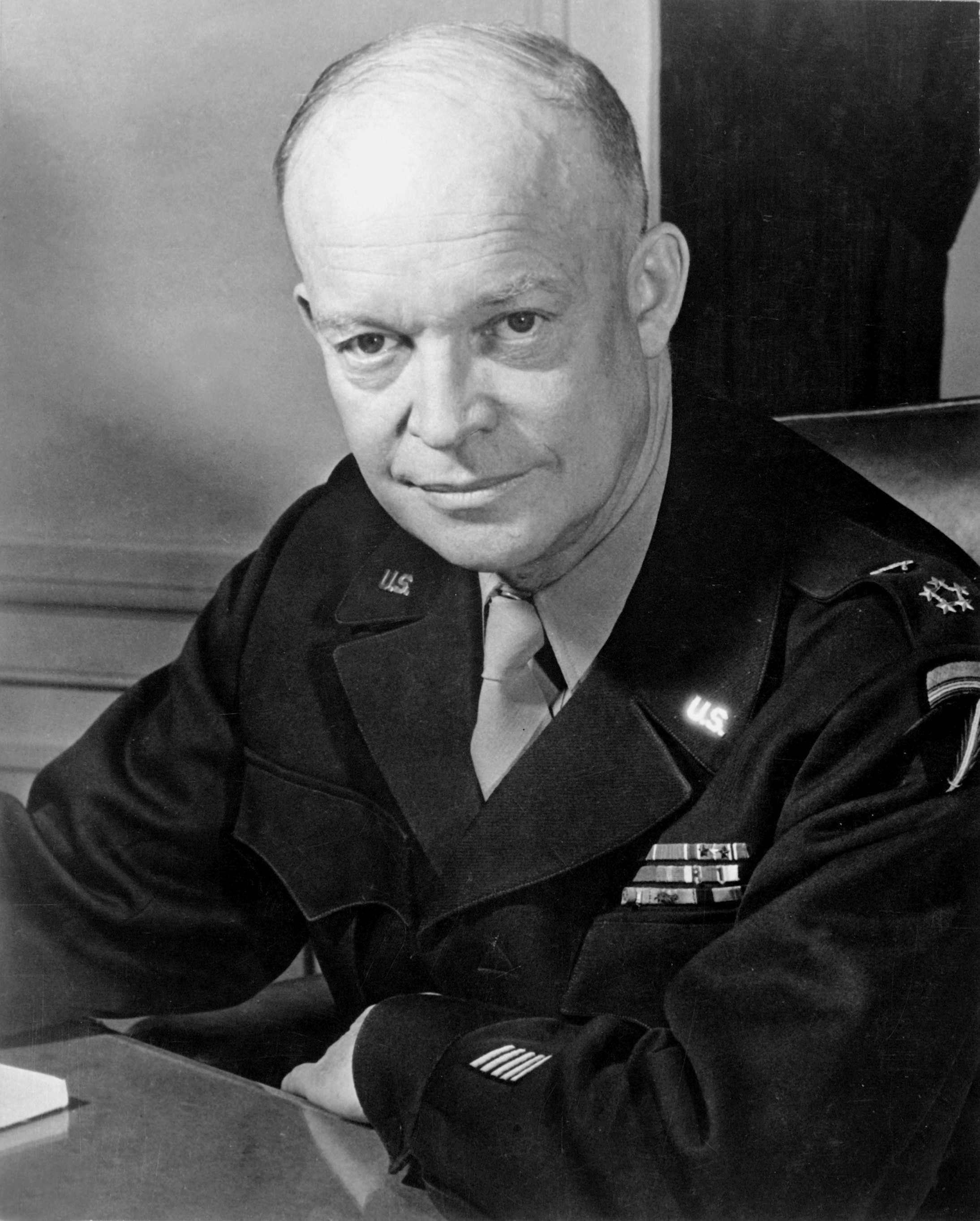
El general Eisenhower.

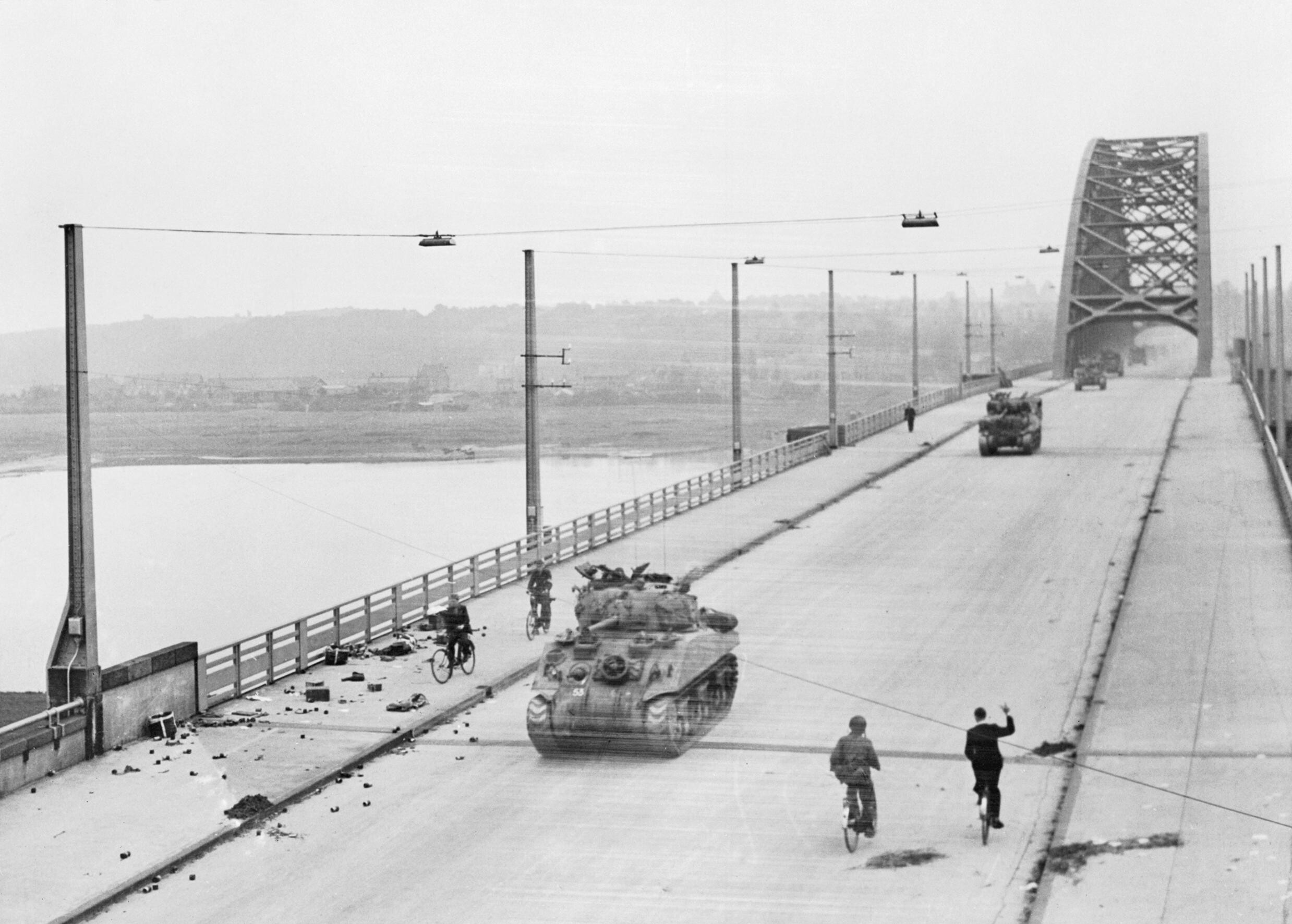
Tropes del XXX Cos britànic travessen el riu Waal a Nimega, després de la captura de la ciutat i del seu pont vital

La versió definitiva del pla proposat per Montgomery i acceptat per Eisenhower per a l'Operació Horta era molt ambiciosa, amb dues parts ben diferenciades: Market i Garden:
- Market era una operació aèria, per a la qual es farien servir tropes paracaigudistes britàniques, americanes i poloneses, i consistia a llançar les tropes a una sèrie de ponts als Països Baixos, amb la missió de capturar-los abans que fossin destruïts pels alemanys i conservar-los intactes fins a l'arribada de les tropes terrestres aliades.
- Garden era una operació terrestre, que suposava l'avanç ràpid en columna de les tropes aliades, a la major velocitat possible, rellevant a la seva arribada als paracaigudistes i assegurant la zona, dirigint-se immediatament al següent pont, com si els paracaigudistes haguessin estès una catifa a través de la qual es desplacessin les tropes aliades terrestres, travessant definitivament el Rin.

Veritablement, el pla oferia una sèrie d'avantatges en cas que tingués èxit: en primer lloc, es controlaria el vital port d'Amsterdam, posant fi a la penúria de subministraments; en segon lloc, no es forçaria la Línia Sígfrid; en tercer lloc, es capturarien les bases de llançament dels V2 contra Londres i els ports anglesos; i per finalitzar, s'avançaria en una zona dins del radi d'acció dels avions amb seu al Regne Unit.
No obstant les seves virtuts, el pla tenia greus defectes: en primer lloc, la mateixa complexitat de l'operació feia que qualsevol imprevist afectés molt negativament a les fases següents (la qual cosa succeiria); en segon lloc, l'avanç a través d'una única carretera, sovint sota del nivell del mar i molt fàcilment inundable, afavoria la defensa alemanya. Com que l'operació de fet era una cursa contra-rellotge, qualsevol retard seria fatal pels paracaigudistes llançats als punts més llunyans. A més, es produí un gravíssim error als serveis d'informació aliats, que van menysprear la qualitat i la quantitat de les tropes alemanyes a la zona: mentre que s'esperaven unes tropes escasses, mal equipades i amb una moral baixa, s'ignorà l'arribada de dues divisions de les Waffen SS: la 9a Divisió Panzer SS Hohenstaufen i la 10a Divisió Panzer SS Frundsberg, divisions experimentades en combat, que ja s'havien enfrontat als aliats a la batalla de Normandia, i que havien estat enviades a la zona per recuperar-se dels combats anteriors.
En definitiva, tal com explica el llibre de Cornelius Ryan dedicat a la batalla l'operació requeria per al seu complet èxit la captura d'"un pont massa llunyà", el situat a la ciutat holandesa d'Arnhem sobre el Rin.

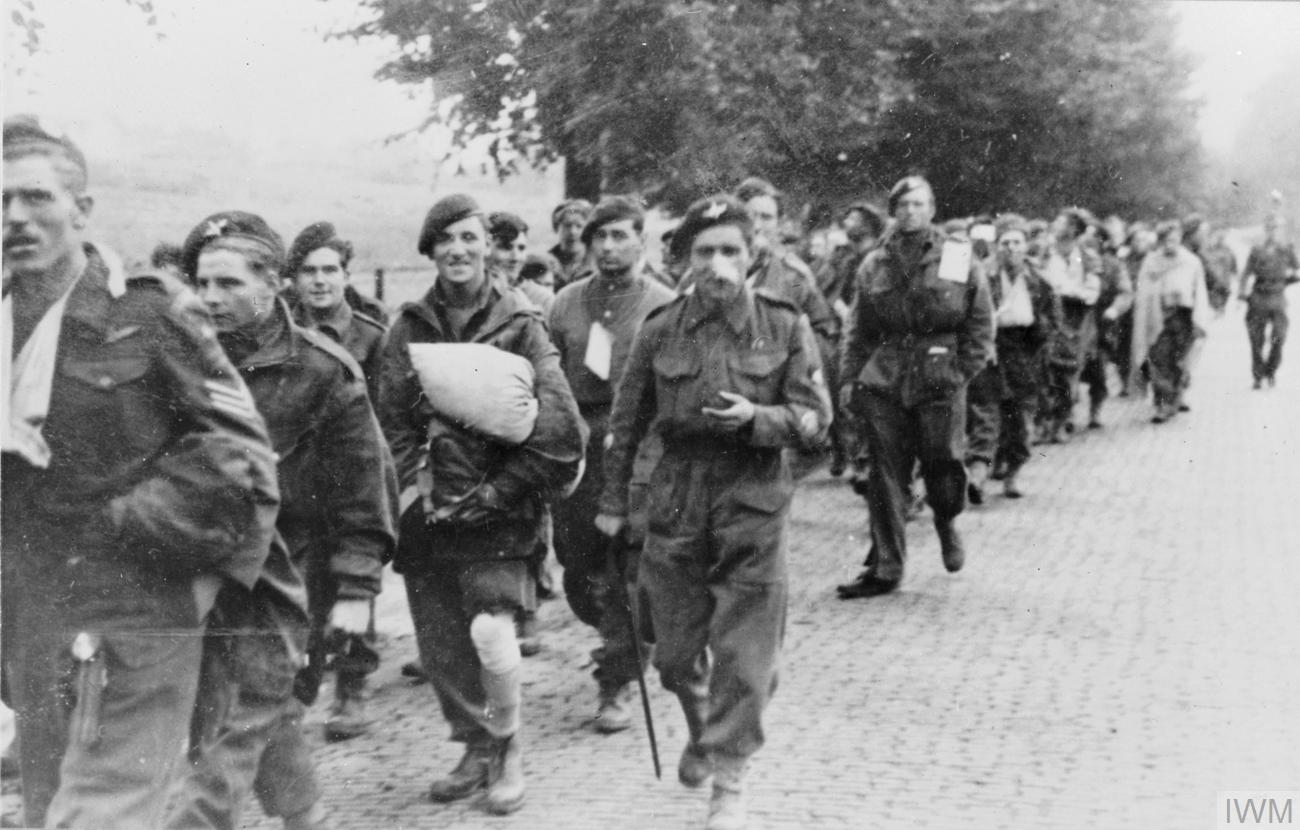
Paracaigudistes britànics fets presoners pels alemanys durant l'Operació Horta, dirigint-se cap al seu destí a un camp de presoners

Finalment, el 16 de setembre de 1944 van començar les operacions, amb el bombardeig aeri de les posicions alemanyes; i amb el llançament dels paracaigudistes als llocs designats el 17. A migdia, després de saber que els paracaigudistes havien capturat la majoria dels objectius assignats, s'inicià la part terrestre, amb l'avanç del XXX Cos britànic. Tot i que inicialment l'avanç va ser ràpid, ben aviat van sorgir els problemes, car els alemanys havien aconseguit destruir alguns ponts, amb els enginyers britànics havent de muntar els ponts Bailey, amb els consegüents retards sobre el programa previst. A més, a l'haver d'avançar per una única carretera feia que qualsevol batussa alentís encara més l'avanç, car era necessari eliminar tots els punts de resistència abans de prosseguir l'avanç.
A més, el mal temps durant els dies següents va impedir l'enviament de reforços i de subministraments a les unitats paracaigudistes, amb la qual cosa les tropes de la 1a Divisió Aerotransportada britànica, llançades al punt més allunyat van quedar aïllades; a més que degut a un defecte de disseny les seves ràdios no els permetien de comunicar-se ni entre si ni amb la base de rereguarda. Amb molt de retard, i només quan la situació ja era insostenible, van rebre la 1a Brigada Paracaigudista polonesa, a les ordres del general Sosabowski, quan ja només podien incrementar la xifra de morts i de presoners.
El dia 25 es donà l'ordre de retirada als britànics i als polonesos que es trobaven combatent a Arnhem, sense que s'hagués aconseguit la conquesta d'un cap de pont a l'altra riba del Rin com pretenia l'operació, que se saldà amb un fracàs respecte als plantejaments inicials.

##### Batalla de les Ardenes

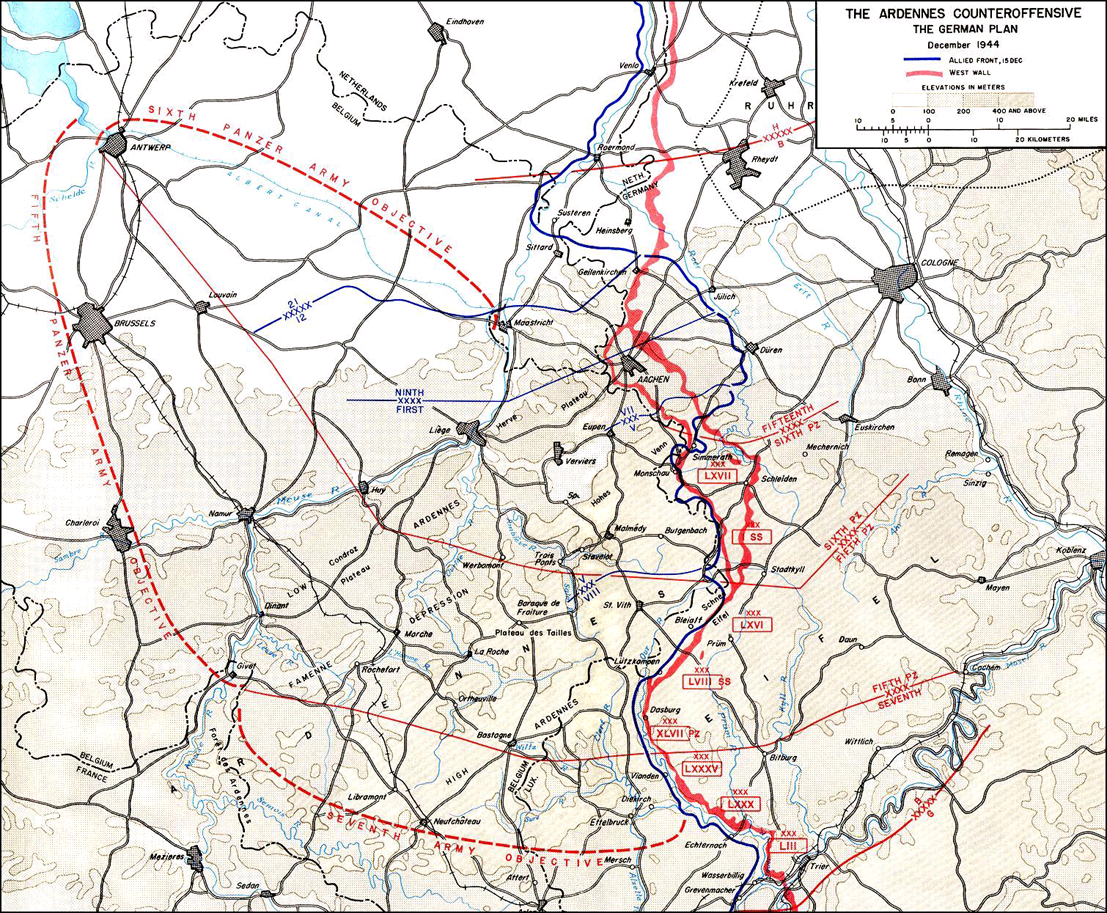
Pla alemany per a l'Operació Wacht Am Rhein.

"Estic convençut de què serà a les Ardenes on Hitler intentarà la seva darrera aposta. En altres sectors del front, en efecte, encara que la nostra superioritat no descarti pels alemanys les possibilitats d'èxit a l'atac, no hi ha cap objectiu important que puguin assolir raonablement. Per un altre costat, sabem que des de fa algun temps els alemanys s'han reforçat a les Ardenes. És en aquesta mateixa regió per on els alemanys van llançar la seva ofensiva el 1940, que portà la retirada de les tropes britàniques al continent i a la caiguda de França. Aquesta primera ofensiva va ser dirigida pel mateix home al qual ens enfrontarem ara, von Rundstedt. ¿Potser espera repetir el seu èxit més de quatre anys després? Sempre hem pensat que abans de reconèixer la seva derrota completa, els alemanys intentarien una contraofensiva a la desesperada. Em dona la sensació que és el que tot just acaba de començar" Eisenhower, 16 de desembre de 1944. 
Després del fracàs en l'avanç que havia suposat l'Operació Horta, amb l'arribada de l'hivern Eisenhower donà per finalitzades les grans operacions, dedicant-se a la consolidació dels territoris recuperats des que van abandonar Normandia un parell de mesos abans, així com acumulant recursos per a tornar a avançar amb el bon temps.
No obstant això, el respir també va ser aprofitat pels almenys, car Hitler encarregà al mariscal von Rundstedt la preparació d'una contraofensiva que pretenia expulsar els Aliats de Bèlgica, els Països Baixos i Luxemburg, capturés el port d'Anvers i somiant fins i tot en una reedició de la batalla de França del 1940 que tornés a obrir pels alemanys les portes de París. La contraofensiva va ser denominada "Operació vigilància del Rin", donant lloc a la batalla de les Ardenes.
En conseqüència, el 16 de desembre de 1944, el V Exèrcit Panzer, format per 7 divisions i el VI Exèrcit Panzer SS, amb 9 divisions, van llançar un atac que va superar les primeres línies defensives aliades, formades per trobes inexpertes de l'exèrcit americà. L'avanç estava protegit pels exèrcits V i VII, i aconseguí produir el desconcert entre els aliats, incloent a Eisenhower, car la creença era que els alemanys estarien escassos d'efectius i recursos, així com baixos de moral. Una de les claus dels primers èxits alemanys va ser el mal temps, que impedí l'enlairament de l'aviació aliada, tant per tasques d'observació de l'avanç com d'hostigament i atac a les columnes alemanyes en marxa.
En plena crisi de les Ardenes, i com a reconeixement a la seva posició superior al comandament aliat, el 20 de desembre de 1944 va ser promogut al rang de General d'Exèrcit, equivalent al rang de Mariscal de Camp en la majoria dels països europeus. En aquesta posició mostrà el seu gran talent per al lideratge i la diplomàcia. Si bé personalment no havia entrat mai en acció, va guanyar-se el respecte dels seus comandants de front. Va disputar hàbilment amb subordinats difícils com Omar Bradley i George Patton, així com amb aliats com Winston Churchill, el Mariscal Bernard Montgomery, així com amb el General Charles de Gaulle. Va tenir grans discussions i desavinences amb Churchill i Montgomery sobre qüestions d'estratègia, però això no afectà la seva relació personal. Negocià amb el Mariscal soviètic Júkov, i com que tenia plena confiança del President Roosevelt, de vegades tractava directament amb Stalin, tot i que a l'Alt Comandament britànic no li agradava veure's apartat.
Després d'uns primers moments en què s'expandí l'alarma entre els aliats, Eisenhower ordenà a les tropes del III Exèrcit americà de Patton, que es trobaven a la regió de Lorena, i al IX Exèrcit de Simpson, que donessin suport al I Exèrcit de Hodges (que era qui suportava la pitjor part del combat). Finalment, després de la millora del temps, que permeté l'activitat aèria aliada, així com amb l'esgotament de les reserves de combustible de la Wehrmacht, que fracassà en l'objectiu de la conquesta dels magatzems de subministraments aliats, es donà per finalitzada la batalla cap a la fi de gener de 1945, amb l'esgotament definitiu de la capacitat alemanya per mantenir una mínima iniciativa estratègica.
Amb la derrota alemanya quedaven obertes definitivament les portes per al següent pas: la invasió del mateix territori alemany i l'avanç cap a l'interior d'Alemany, per a la qual cosa era necessari superar l'important obstacle que representava el Rin

##### Invasió d'Alemanya
Per a la invasió d'Alemanya, Eisenhower va prendre la decisió d'avançar pel nord, a les planes de la conca baixa del Rin, desestimant les propostes de Patton de fer-ho més al nord, i concedint novament el protagonisme a Montgomery.
Així, el 8 de febrer de 1945 donà inici l'Operació Veritable, executada per Montgomery amb el 2n Exèrcit britànic i el 1r Exèrcit canadenc, agrupats en el 21è Grup d'Exèrcits, per netejar el terreny per preparar la travessa del Rin, en el marc de l'anomenada Operació Grenade. Tot i que el línies generals "Veritable" va complir amb els objectius previstos, els americans no van poder impedir la destrucció de les preses del Ruhr, amb la qual cosa l'operació se saldà amb un fracàs.

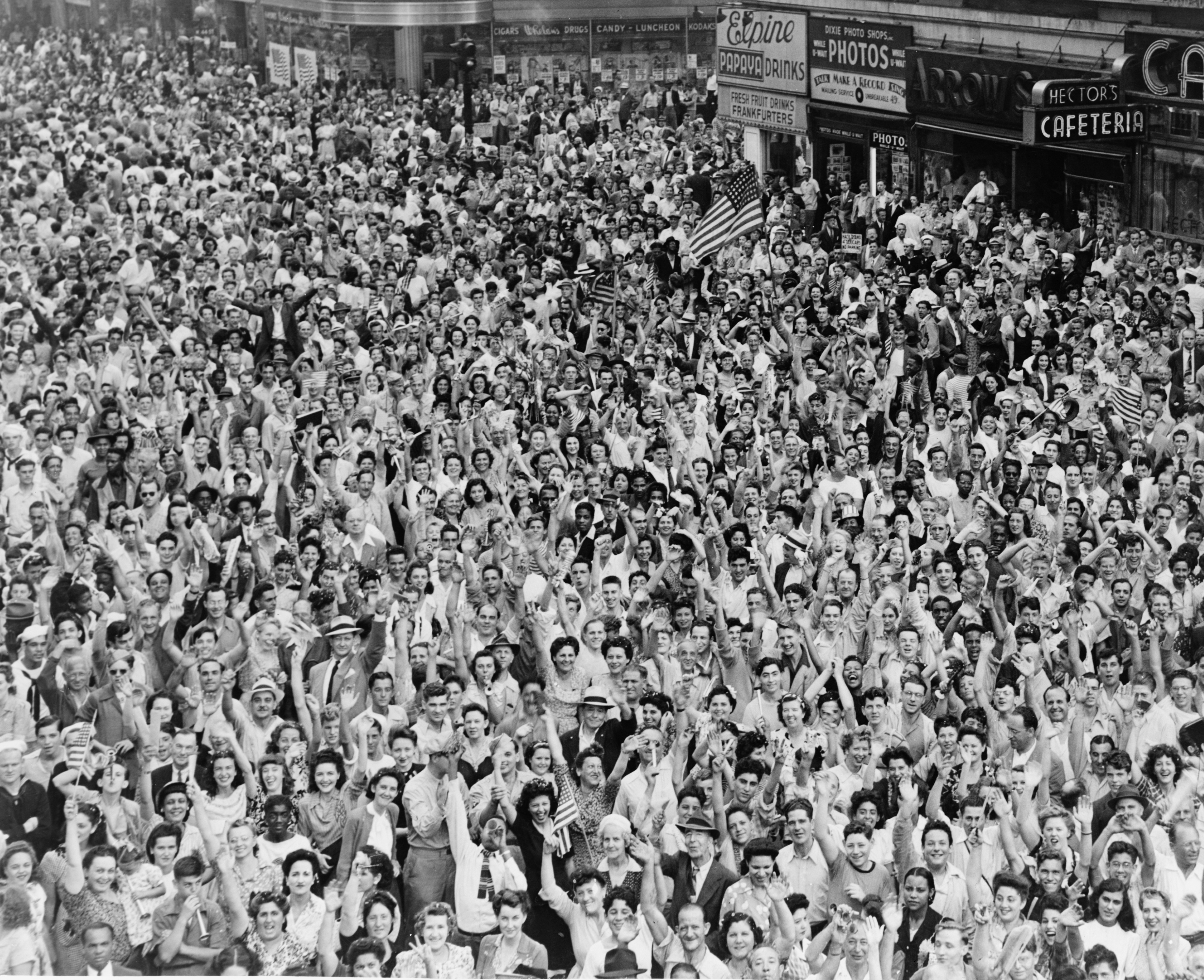
Celebració de la victòria sobre les Eix a Times Square, Nova York, el 14 d'agost de 1945.

A partir d'aquell moment s'inicià la recerca d'un pont intacte sobre el Rin, fins que se'n trobà un a Remagen, a Renània: el Pont de Remagen. Va ser capturat el 7 de març de 1945 per les tropes de la 9a Divisió Blindada dels Estats Units, del 12è Grup d'Exèrcits del General Bradley, amb la qual cosa Eisenhower, modificant les seves previsions inicials, ordenà el pas del major nombre de tropes possible abans de l'enfonsament del vell pont el 17 de novembre. Tot i que posteriorment s'aconseguiren habilitat d'altres passos sobre el riu, la captura d'aquest pont va ser el que va obrir definitivament el cor del territori alemany a l'ofensiva aliada, que s'obrí en diverses línies de front:
Per un costat, s'ordenà a les tropes de Montgomery l'avanç cap a Hamburg i Dinamarca, mentre que a les de Patton avançaven pel centre d'Alemanya fins a Praga, tot i les protestes de Patton, qui volia arribar fins a Berlín; i finalment, tropes americanes i franceses penetraven per Baviera i arribant a Àustria, tot i que també l'Exèrcit Roig s'avançà en la cursa fins a Viena.
Durant l'avanç cap a Berlín, el General Bradley li informà que els aliats tindrien unes 100.000 baixes abans de capturar la ciutat. L'Exèrcit Roig va tenir un total de 80.000 baixes durant la lluita a la ciutat, la major xifra de baixes en la guerra contra el nazisme.

##### Rendició d'Alemanya
"La missió d'aquestes forces aliades s'ha complert a les 02:41, hora local, del 7 de maig de 1945" Eisenhower, missatge al combinat de caps d'estat major després d'acceptar la capitulació alemanya a Reims. 
Finalment, després de la batalla de Berlín, el Großalmiral Dönitz, successor de Hitler després que aquell se suïcidés, acceptà la rendició incondicional del Tercer Reich el 7 de maig de 1945. Eisenhower rebé a la ciutat francesa de Reims a la delegació alemanya enviada per signar la rendició.

### Després de la guerra

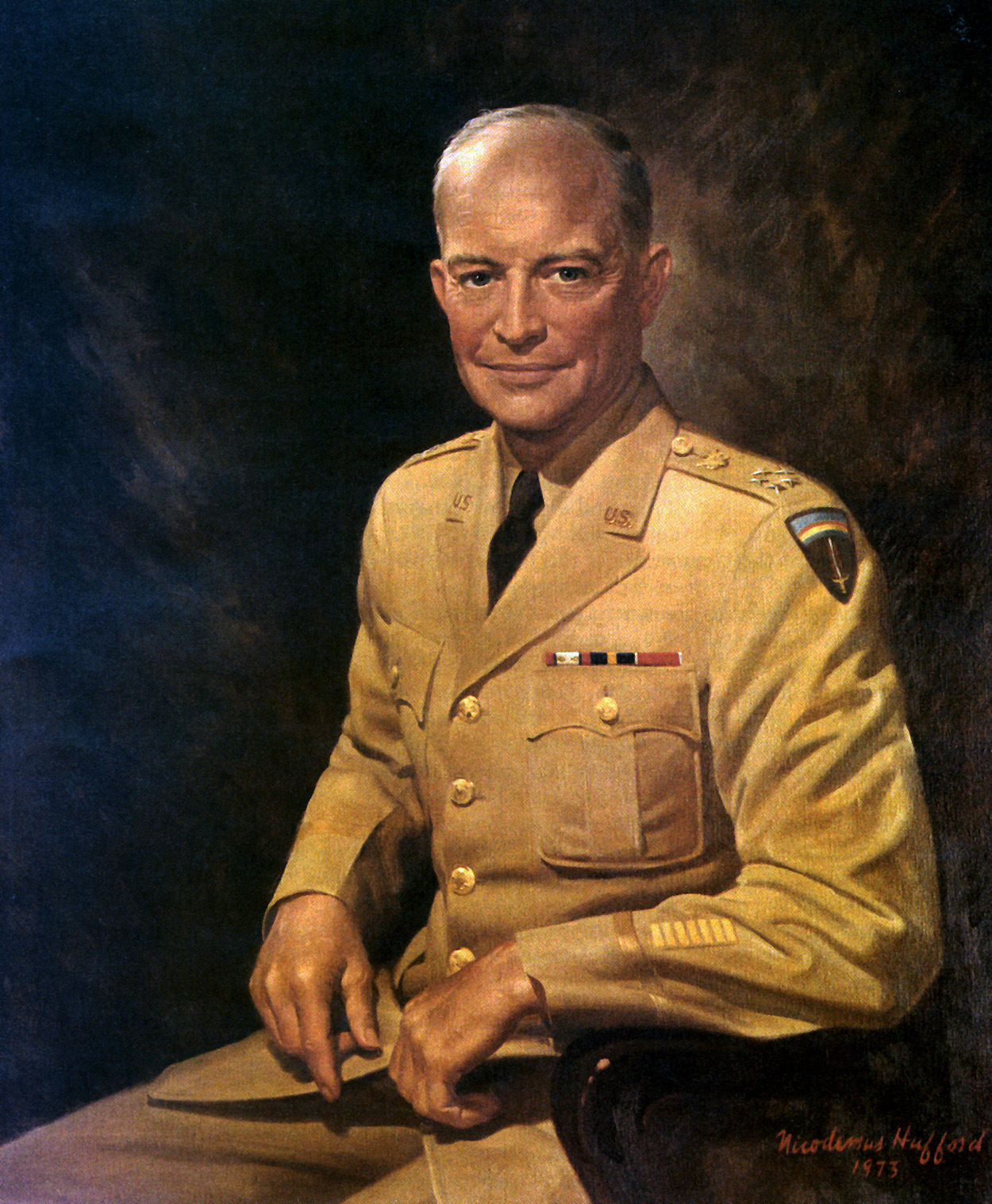
Retrat oficial com a Cap de l'Estat Major

Després de la rendició incondicional alemanya, Eisenhower va ser nomenat Governador Militar de la Zona d'Ocupació Americana, amb seu a Frankfurt del Main. Des del descobriment de què els camps d'extermini formaven part de la Solució Final (Holocaust), ordenà que equips de filmació documentessin les proves de les atrocitats comeses per fer-les servir als judicis pels crims de guerra comesos. Tanmateix ell va ser responsable de la decisió de reclassificar als presoners de guerra alemanys sota custòdia americana en Forces Enemigues Desarmades (FED), desproveint-los de la protecció de la Convenció de Ginebra. Com a FED, les seves racions alimentàries podien ser rebaixades i podien ser obligats a realitzar treballs forçats. Eisenhower donava suport al Pla Morgenthau per eliminar permanentment la capacitat industrial alemanya per evitar guerres futures. El novembre de 1945 aprovà la distribució de 1.000 còpies gratuïtes del llibre de Morgenthau Alemanya és el nostre problema, que proposava i desenvolupava el seu pla, als oficials americans a l'Alemanya ocupada. A més incorporà oficials del Departament del Tresor de Morgenthau a l'exèrcit d'ocupació (habitualment anomenats els nois Morgenthau pel seu zel en interpretar la directiva JCS 1067, molt influenciada pel Morgenthau i el seu pla, tan estrictament com fos possible.
Poc després del final de la guerra va fer un viatge a través de la Unió Soviètica amb el seu admirat col·lega, el Mariscal de la Unió Soviètica Gueorgui Júkov. Eisenhower serví entre 1945-48 com a Cap de l'Estat Major de l'Exèrcit dels Estats Units. El desembre del 1945 va ser nomenat Comandant de l'Organització del Tractat de l'Atlàntic Nord (OTAN), atorgant-se-li el comandament operatiu de les forces de l'OTAN a Europa. L'11 d'abril de 1946 rebé la confirmació del seu rang de General d'Exèrcit de forma permanent a l'exèrcit regular.
Eisenhower es retirà del servei actiu el 31 de maig de 1952. Entre 1948 i 1953 va ser President de la Universitat de Colúmbia, i publicà el seu llibre de memòries Creuada a Europa.
Després dels seus èxits en temps de guerra, el General Eisenhower tornà als Estats Units convertit en un gran heroi. Això era estrany, car era un heroi militar que no havia estat a la línia del front en tota la seva vida (la vegada que va estat més a prop va ser el 1944 quan un caça alemany va atacar la zona on ell es trobava inspeccionant tropes a Normandia. Eisenhower es llançà a terra per cobrir-se com tothom, i quan l'avió s'allunyava, un brigadier anglès l'ajudà i semblava molt content que no estigués ferit. Quan Eisenhower li ho agraïa, aquest el sorprengué responent-li "la meva preocupació és que el ferissin al meu sector")

## Carrera política

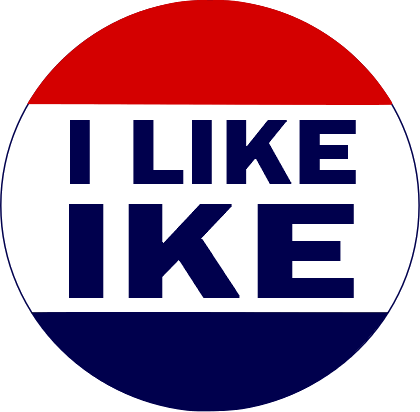
Botó propagandístic de la primera elecció

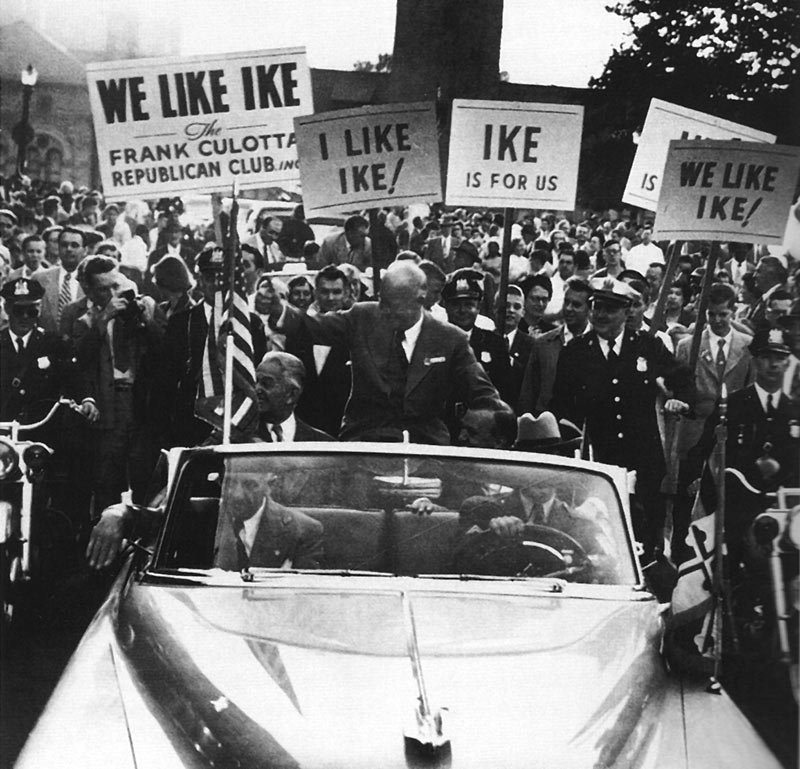
Caravana electoral d'Eisenhower al setembre de 1952 a la ciutat de Baltimore (Maryland).

No gaire després del seu retorn, s'inicià un moviment al Partit Republicà per persuadir-lo que es presentés a les eleccions presidencials de 1952, per evitar que pogués sortir el Senador aillacionista d'Ohio Robert Taft (ja el 1948, ambdós partits van temptar a Eisenhower, però aquest decidí declinar). Eisenhower derrotà a Taft en la nominació, així com al governador de Califòrnia Earl Warren, el governador de Minnesota Harold Stassen, el general Douglas MacArthur i el governador Thomas E. Dewey, obtenint a la primera volta de la Convenció del Partit Republicà el vot de 595 delegats i el de 845 delegats a la segona volta, i arribant a un acord segons el qual Taft no entraria en afers estrangers mentre que Eisenhower seguís una política interior conservadora. La campanya d'Eisenhower va ser una croada contra l'administració Truman i les seves polítiques, resumint-les en "Corea, Comunisme i Corrupció" Truman, formerly a friend of Eisenhower's, never forgave him for not denouncing Senator Joseph McCarthy during the 1952 campaign., i també va ser remarcable el simple i efectiu eslògan de "I Like Ike" (M'agrada Ike). Truman va dir que havia pensat que Eisenhower podria ser un gran President, però que "estava traint tot allò per què jo creia que ell lluitaria". Eisenhower va prometre anar ell mateix a Corea per acabar la guerra i mantenir una OTAN potent davant l'amenaça del comunisme i una administració simple i neta de corrupció. Entre d'altres, Eisenhower rebé el suport de l'ultraconservador senador Joseph McCarthy, president del Comitè d'Activitats Antiamericanes, que afirmava que la classe política demòcrata governant estava totalment infiltrada per agents comunistes al servei de la Unió Soviètica.
Ell i el seu vicepresident Richard Nixon (la filla del qual es casaria amb el net d'Eisenhower), van derrotar els Demòcrates Adlai Stevenson i John Sparkman en les eleccions del 4 de novembre de 1952, amb un 55,2% de vots a favor i 442 delegats (mentre que els demòcrates van obtenir el 44,3% del cens i 89 delegats). Com a conseqüència de la seva victòria, el 20 de gener de 1953 Eisenhower va ser investit com a 34è President dels Estats Units, tornant als Republicans a la Casa Blanca després de 20 anys. Eisenhower va ser l'únic general que va servir com a President durant el segle xx. Amb 62 anys, Eisenhower era el més vell en ser escollit President des del 1856. La seva política exterior va estar molt marcada pel Secretari d'Estat John Foster Dulles.

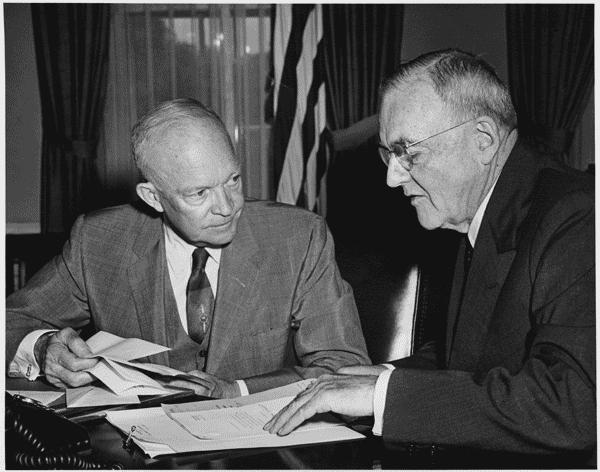
El president Eisenhower amb el secretari d'Estat John Foster Dulles.

### Primera presidència: 1953-1956

Vots electorals de 1952

Durant la seva presidència, Eisenhower portà a terme una doctrina de "conservadorisme dinàmic". Continuà amb els principals programes del New Deal, en especial els referents a la seguretat social. Un dels seus primer actes del seu mandat va ser la creació d'un Ministeri de Salut, Educació i Afers Socials (1 d'abril). El 22 d'abril signà la "Llei de les terres submergides", que retirava als estats el control dels recursos miners existents a les aigües territorials del país, atribuint-lo al govern federal (amb la qual cosa, s'atribuïa la concessió d'explotació de les plataformes petroleres).
El 26 de juliol complí una promesa electoral, i posà final a la Guerra de Corea mitjançant la signatura d'un armistici que consagrava la divisió del país en dos estats, separats pel paral·lel 38: Corea del Nord i Corea del Sud. L'1 d'agost, seguint amb les reformes de caràcter social, signà una pròrroga de la llei sobre l'assegurança mèdica, i el 7 d'agost, una llei mitjançant els Estats Units rebria a 241.000 refugiats, a afegir a la quota anual d'immigració fixada per la llei.
El 8 d'octubre anuncià que la Unió Soviètica havia fet explotar una bomba H, i el 8 de desembre proposà en un discurs a l'ONU l'ús de l'energia nuclear amb finalitat pacífica, la qual cosa portaria a la creació de l'Agència Internacional per a l'Energia Atòmica (AIEA).
El 23 d'abril de 1954 (i fins al 17 de juny) el senador McCarthy passà a presidir una Comissió encarregada de l'eliminació dels simpatitzants comunistes de l'Exèrcit. El 1953 envià al tinent general John W. "Iron Mike" O'Daniel a Vietnam perquè estudiés i "assessorés" les forces franceses allà destinades. No obstant això, acceptà el consell del Cap de l'Estat Major Matthew Ridgway i rebutjà donar suport a França a la Guerra d'Indoxina que mantenia amb el Viet Minh, guerra que finalitzà amb la derrota francesa després Dien Bien Phu amb la Conferència de Ginebra, per la que França abandonava Indoxina i s'acceptava la separació del país en dues meitats (tal com ja havia passat a Corea): Vietnam del Nord i Vietnam del Sud. El 1954, oferí suport militar i econòmic al Vietnam del Sud; i en els anys posteriors, s'incrementaren el nombre de conseller militars americans en aquell país davant el suport del Vietnam del Nord als "alçaments" del sud i davant la possibilitat que el país caigués.
El 13 de maig, Eisenhower signà un acord amb Canadà que permetia l'obertura d'una via de comunicació marítima entre la regió dels Grans Llacs i l'Atlàntic a través del Riu Sant Llorenç.
El 16 de març de 1955, Eisenhower declarà que els Estats Units estaven disposats a fer servir les seves armes nuclears en cas d'un conflicte amb la Xina comunista. El 21 de juliol proposà en el curs d'una conferència entre les grans potències celebrada a Ginebra el dret a sobrevolar les instal·lacions militars d'altres països per fomentar així una confiança mútua.
El 24 de setembre va tenir un atac cardíac, tot i el qual anuncià públicament el 29 de febrer de 1956 que es presentaria per un segon mandat presidencial, intentant (sense èxit) convèncer a Richard Nixon que no fos el seu vicepresident.
El 6 de febrer de 1956 aprovà la creació de la PFIAB (President's Foreign Intelligence Advisory Board o Junta Assessora d'Intel·ligència Exterior del President), per assessorar al President sobre les dades i informacions aconseguits per les diverses agències governamentals. Com a primer president de la nova agència nomenà a James Killian.
Una de les fites principals d'Eisenhower va ser al signar la llei que autoritzava el Sistema d'Autopistes Interestatals el 1956. Justificà el projecte com a quelcom essencial per a la defensa dels Estats Units durant la Guerra Freda, en la creença que les grans ciutats serien un objectiu en una possible guerra futura i les autopistes servirien per a l'evacuació i per permetre als militars moure's ràpidament.
El 31 de maig autoritzà que els avions espia U-2 efectuessin vols secrets d'espionatge sobre la Unió Soviètica; i el 29 de juny aprovà la creació d'una xarxa d'autopistes sotmeses al control del Govern Federal, la missió de les quals era servir a la defensa de la nació.
L'1 d'octubre de 1956 aprovà una mesura de llarg abast al suprimir la normativa que obligava als negres a cedir el seu seient als blancs al transport públic.

### Segona presidència: 1956-1960

Vots electorals de 1956

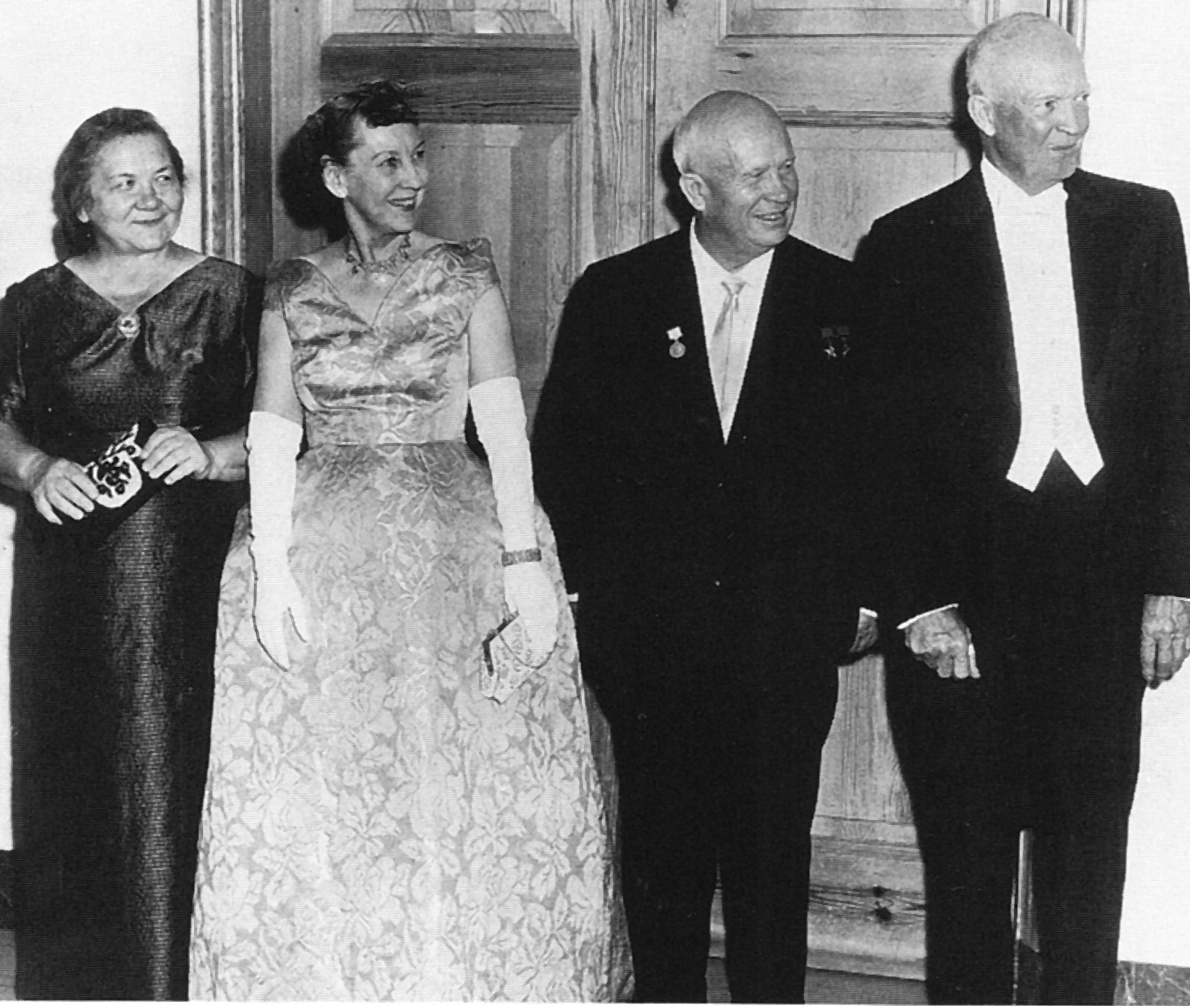
El Secretari General del PCUS, Nikita Khrusxov, amb el seu homòleg americà, Dwight Eisenhower, i les seves respectives esposes, durant el seu viatge oficial als Estats Units al setembre de 1969.

Després d'anunciar la seva presentació a la reelecció, Eisenhower va ser escollit sense oposició candidat a les eleccions presidencials de 1956 pel Partit Republicà, sent novament acompanyat per Richard Nixon per a la presidència. El Partit Demòcrata va escollir de nou com a candidat a Adlai Stevenson, governador d'Illinois i d'Estes Kefauver, senador per Tennessee, com a candidat a la vicepresidència.
Durant la campanya, Eisenhower es va veure reforçat per dues crisis internacionals: la Revolució hongaresa de 1956 i la Guerra del Sinaí, en la qual els Estats Units no van intervenir en el conflicte i van deixar a la seva sort a França i al Regne Unit. Adlai Stevenson va basar la seva campanya en un augment de la despesa social i arribar a acords amb la Unió Soviètica.
A les eleccions, el duet Eisenhower-Nixon va obtenir el 57,4% dels vots i 457 compromissaris, mentre que el duet Stevenson-Kefauver va obtenir el 42% dels vots i només 73 delegats.
El 5 de gener de 1957, Eisenhower definí la línia geopolítica dels Estats Units, especialment en la situació a l'Orient Mitjà i a l'Extrem Orient, l'anomenada Doctrina Eisenhower, que comportava igualment un suport econòmic que es veiessin amenaçats per l'expansió del comunisme. El 20 de gener va prendre possessió pel seu segon mandat com a President dels Estats Units.
El 9 de setembre va signar una llei sobre els drets civils, sent la primera d'aquesta mena que s'aprovava des dels temps de Lincoln. El 25 de novembre va patir un segon atac cardíac.
El 31 de gener de 1958, els Estats Units van llançar a l'espai el seu primer satèl·lit artificial, l'Explorer 1, tot i que havien estat avançats pel programa espacial soviètic, que havia aconseguit llançar l'Spútnik 1 el 4 d'octubre de 1957. El 2 d'abril de 1958, Eisenhower proposà la creació d'una Agència Civil Estatunidenca encarregada del programa espacial estatunidenc, aprovant-se la creació de la NASA el 29 de juliol de 1958. La mesura va ser conseqüència de la creença d'Eisenhower i el seu equip que la cursa espacial amb la Unió Soviètica era essencial per a la seguretat dels Estats Units.
El 3 de gener de 1959 s'incorporà als Estats Units com estat de ple dret el 49è estat de la Unió, Alaska, i el 21 d'agost ho faria el 50è, Hawaii.

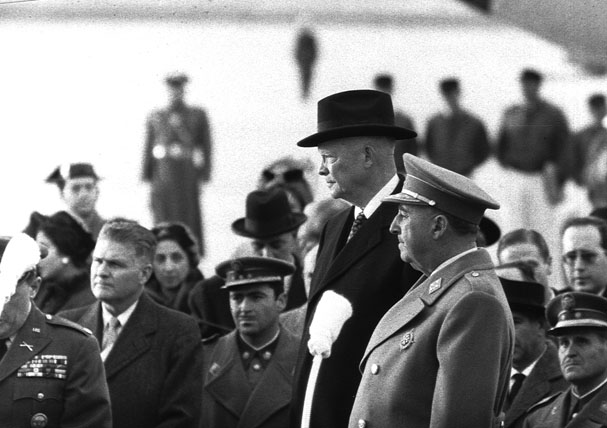
El General Franco rep a Eisenhower a Madrid

Entre el 15 i el 27 de setembre, el Secretari General del Partit Comunista de la Unió Soviètica, Nikita Khrusxov, va realitzar una visita oficial als Estats Units.
El 21 de desembre de 1959, enmig d'una gira que el portà per onze països, Eisenhower aterrà a la base estatunidenca de Torrejón de Ardoz, prop de Madrid, en una visita de 18 hores a Espanya per entrevistar-se amb el General Franco, donada la situació estratègica d'Espanya dins del context de la Guerra Freda, així com l'anticomunisme del dictador espanyol.
L'1 de maig de 1960, un avió espia americà U-2 va ser abatut per l'artilleria de l'Exèrcit Roig mentre que sobrevolava la Unió Soviètica en una missió d'espionatge, que portà l'anul·lació de la cimera entre ambdues super-potències, que estava prevista que se celebrés dues setmanes més tard a París, així com un augment en la tensió en les relacions entre tots dos països.
Finalment, el 8 de novembre de 1960, el candidat del Partit Demòcrata, John Fitzgerald Kennedy, derrotà en les eleccions presidencials de 1960 a Richard Nixon, el vicepresident d'Eisenhower, el qual havia estat escollit candidat per a les eleccions pel Partit Republicà.

### Eixos de la seva política presidencial

#### Política exterior
En matèria de política exterior, les dues administracions d'Eisenhower van estar marcades per una política de contenció i fermesa davant la Unió Soviètica, en un context clarament dominat per la Guerra Freda. Això va tenir les seves conseqüències immediates en una expansió de la cursa d'armaments amb la Unió Soviètica i la consolidació i l'expansió de l'armament nuclear americana.
No obstant això, amb la mort de Stalin el 1953, Eisenhower comprengué que aquest fet modificaria les relacions Est-Oest, prestant-se a un relaxament de la tensió entre ambdós blocs, mitjançant acords que portaren al final de la Guerra de Corea (27 de juliol de 1953), alhora que rebutjava comprometre's amb França a la Guerra d'Indoxina, que els francesos mantenien amb el Viet Minh. Això portà com a conseqüència la independència de Cambodja i de Laos i la partició del Vietnam en dos estats: Vietnam del Nord i Vietnam del Sud, sembrant les llavors per a l'inici poc després de la Guerra del Vietnam, en la qual els Estats Units s'implicarien profundament.

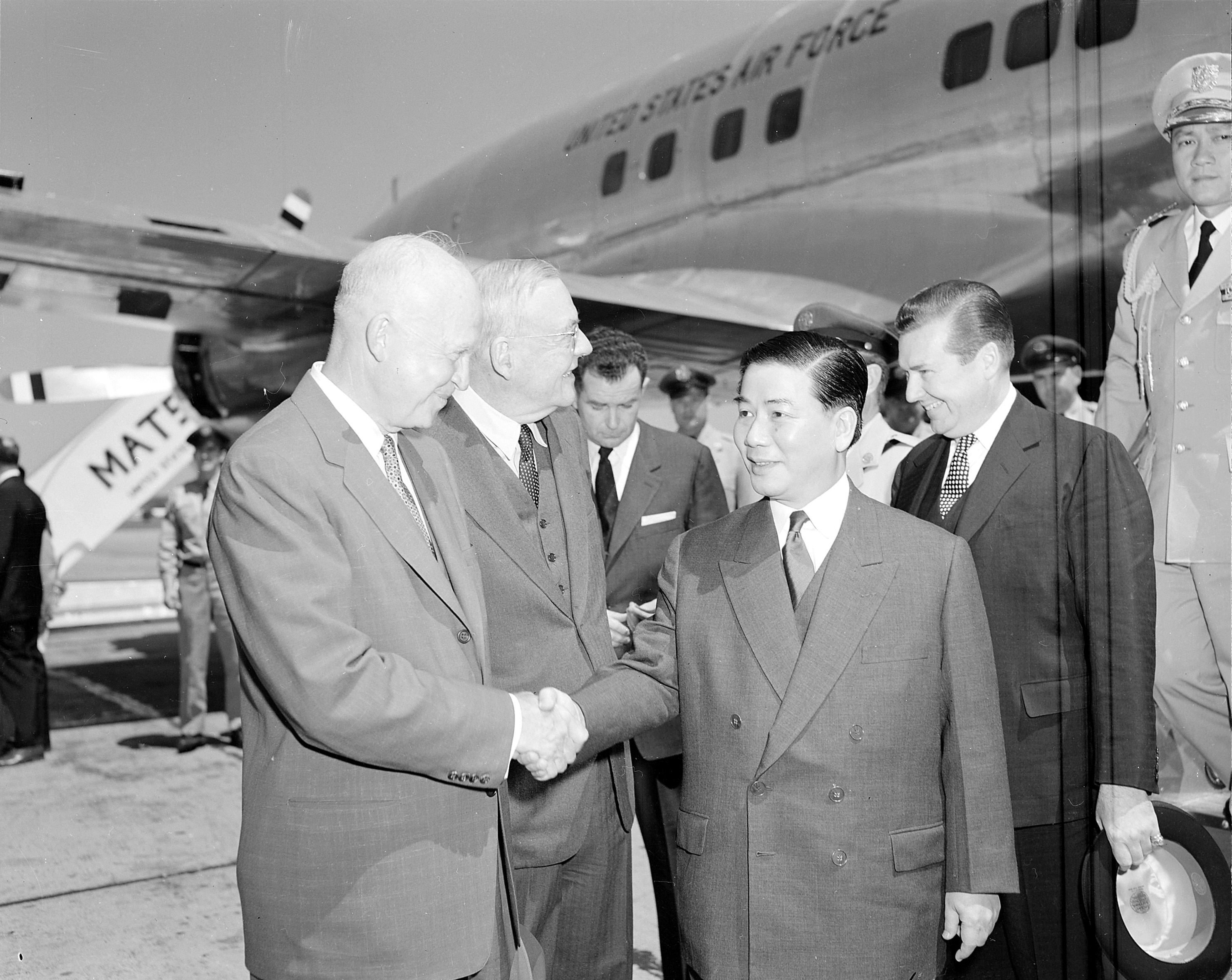
Eisenhower i el secretari d'Estat John Foster Dulles reben al President del Vietnam del Sud, Ngo Dinh Diem, el 8 de maig de 1957 a Washington

No obstant això, tot i que portes enfora es presentava com una política de contenció d'enfrontaments, paral·lelament la CIA portà diverses accions encobertes, destacant l'enderrocament a l'agost de 1953 del primer ministre iranià, Mohammad Mosaddeq, que havia nacionalitzat el petroli iranià el 20 de març de 1951, la qual cosa permeté l'establiment d'una dictadura per part del sha Mohammad Reza Pahlavi. També destacà l'enderrocament al juny de 1954 del govern de Jacobo Arbenz Guzmán a Guatemala, i l'intent de cop d'estat a Indonèsia el 1958. També donà suport a la Revolució hongaresa de 1956, tot i que sense cap implicació directa a un país del Pacte de Varsòvia. Igualment, marines americans van desembarcar al Líban el 1958.
Dins de la seva doctrina de contenció militar respecte a la Unió Soviètica, impulsà tot un conjunt de pactes militars de tipus regional, per a configurar un cordó sanitari al voltant de l'URSS: el Pacte de Bagdad, SEATO, o l'impuls al rearmament de la República Federal Alemanya.
Per un altre costat, davant de l'èxit del programa espacial soviètic, que aconseguí llençar a l'espai el primer satèl·lit artificial (el Spútnik 1, l'1 d'octubre de 1957), creient que la superioritat soviètica a l'espai podria comprometre en el futur la seguretat dels Estats Units, impulsà un programa espacial estatunidenc, que s'inicià el 31 de gener de 1958 amb el llançament del satèl·lit Explorer 1, i que es desenvolupà amb la creació de la NASA el 29 de juliol següent. Tot això portà a la cursa espacial que els Estats Units i la Unió Soviètica mantenien paral·lelament a la cursa armamentística que ja mantenien des del final de la Segona Guerra Mundial.

#### Política interior
Sobre els aspectes de política interior, els mandats d'Eisenhower es caracteritzaren per una relativa prosperitat econòmica, així com per rellançament del consum després d'uns anys de restricció per la Segona Guerra Mundial. el seu gran impuls a la xarxa d'autopistes del país (és el responsable de l'existència de gairebé 65.000 km d'autopistes) va contribuir a la millora de les comunicacions interestatals, comportant un impacte en el mode de viure dels americans. Per una altra banda, va dotar d'impuls a alguns programes socials, estenent l'assegurança mèdica, la jubilació per a les dones de 62 anys o incrementant els drets sindicals.
L'aspecte més controvertit durant els seus mandats el constituí el senador Joseph McCarthy, creador del Macarthisme a través del Comitè d'Activitats Antiamericanes. Si bé mai no va aconseguir cap inculpació de cap suposat espia soviètic infiltrat a l'Administració, sí que era considerat per molts ciutadans americans com un obstacle per a una presumpta infiltració comunista. Eisenhower rebé el suport de McCarthy a la primera elecció presidencial el 1952; però si bé mai no s'enfrontà frontalment a ell, sí que va mantenir certes distàncies. Quan McCarthy intentà una nova caça de bruixes al Pentàgon (després de la realitzada a Hollywood), els comandants militars i el mateix Eisenhower van maniobrar per a aconseguir que el Senat aprovés un vot de censura contra el senador el 1954, trencant de cop el macarthisme. No obstant això, les activitats del senador van suposar greus conseqüències per a moltes persones acusades injustament, sent el cas més clar i popular el de Julius i Ethel Rosenberg, acusats falsament d'espionatge i executats el 19 de juny de 1953 en una situació de paranoia col·lectiva induïda pel macarthisme.

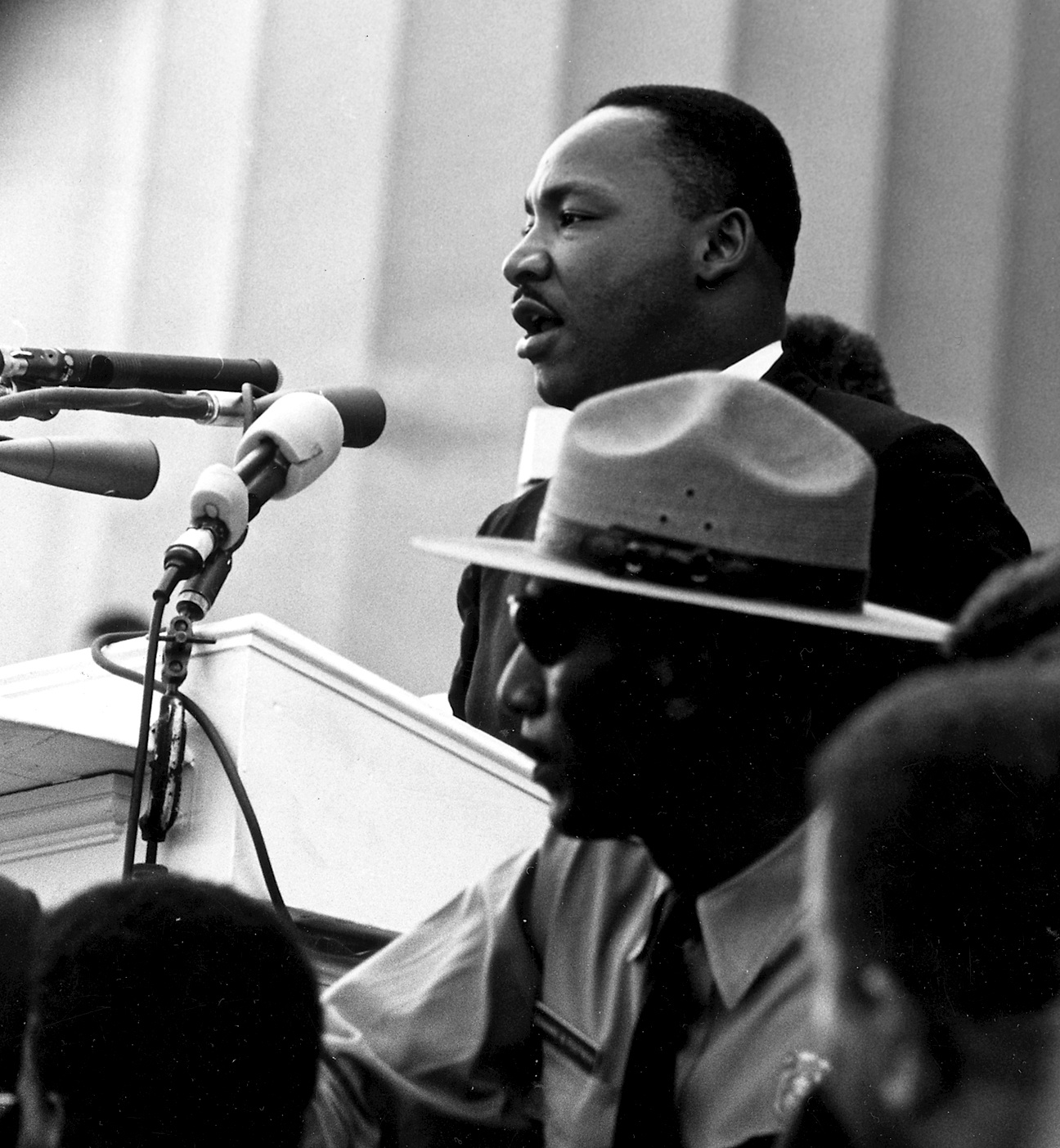
Martin Luther King parlant a la Marxa pels drets civils al monument a Abraham Lincoln durant la marxa de 1963.

Durant el seu mandat igualment començà a despuntar el conflicte racial entre negres i blancs, propiciat pel conjunt de canvis socials produïts al país durant la Segona Guerra Mundial. Per a desactivar el problema, els seus governs aprovaren i propiciaren diversos canvis legislatius, com una decisió de la Cort Suprema al maig de 1954 prohibint la segregació racial a les escoles o l'admissió d'una estudiant negra el 1955 a una universitat d'Alabama. Va ser l'època del naixement del Moviment pels Drets Civils als Estats Units, dirigit pel reverend Martin Luther King.
Finalment, un dels aspectes més destacats de la seva política interior va ser l'enfortiment del Govern Federal en detriment dels poders dels estats. Això es manifestà per la llei sobre el control federal de les aigües territorials o en la llei que propugnà la mateixa mesura per a les autopistes. Al pròpia situació de lluita pels drets civils propicià l'increment del poder federal, tot i que aquest no aconseguí assegurar el compliment total de les lleis d'integració racial.

### Final de la presidència

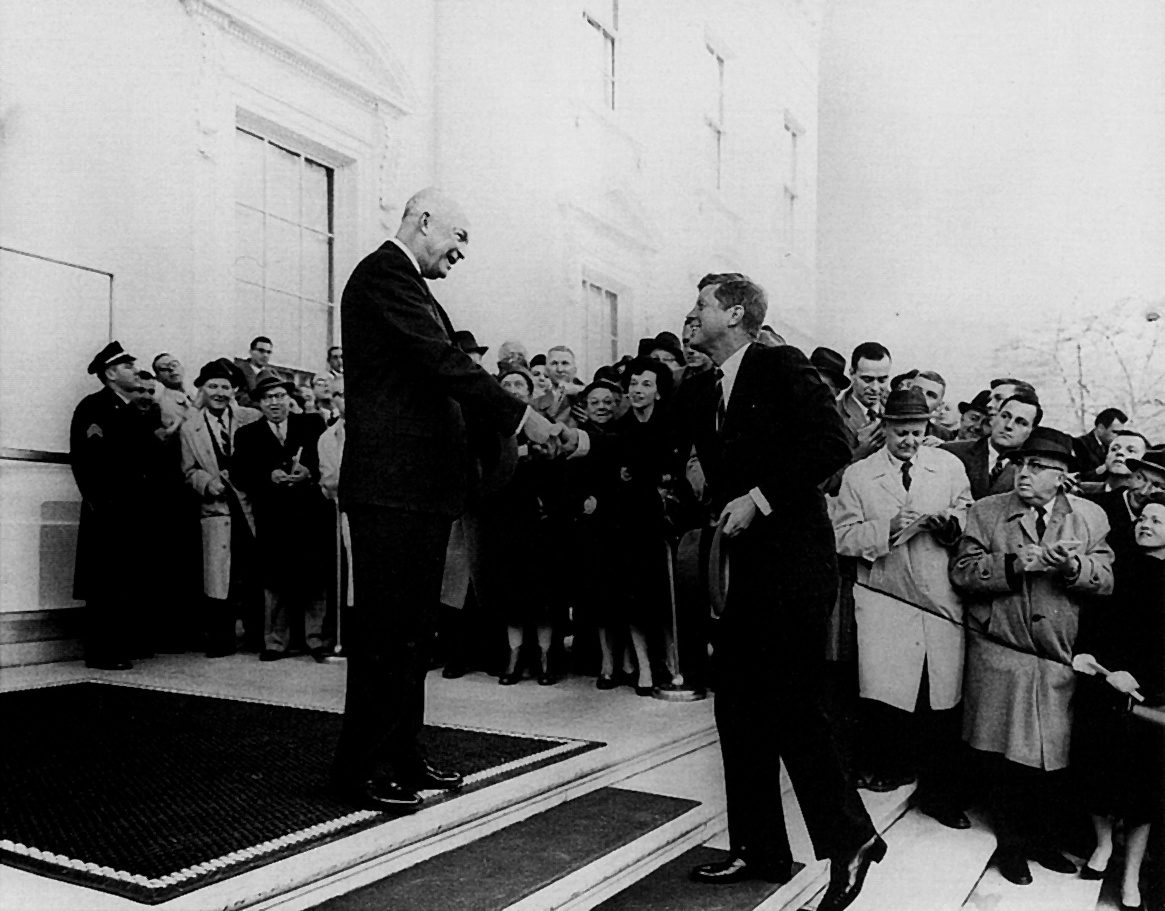
Eisenhower felicita a JFK al desembre de 1960 per la seva elecció com a nou President dels Estats Units.

El 1961, Eisenhower esdevingué el primer president a ser "constitucionalment despatxat", després d'haver servit els dos mandats màxims establerts per la 22a Esmena. L'esmena havia estat ratificada el 1951, durant el mandat de Truman, però estipulava que ell no se'n veuria afectat. A més, Eisenhower també era el primer president sortint que passava a estar sota la protecció de la Llei d'Ex-Presidents; llavors encara vivien dos expresidents, Herbert Hoover i Harry S. Truman, però havien abandonat el càrrec abans que s'aprovés la llei. Així, Eisenhower podia rebre una pensió vitalícia, un gabinet proveït per l'estat i una escorta del Servei Secret.
A les eleccions de 1960, Eisenhower donà suport al seu vicepresident, el republicà Richard Nixon contra el demòcrata John F. Kennedy. Donà suport activament a Nixon contra Kennedy, dient als seus amics que "ho faria tot amb tal de no cedir la meva cadira i el meu país a Kennedy". Kennedy guanyà àmpliament les eleccions davant Nixon. Eisenhower, que havia estat el president electe més vell de tota la història, donà el relleu al president electe més jove.
El 17 de gener de 1961, Eisenhower pronuncià el discurs final (transmès per televisió) del seu mandat. Aquest discurs es va fer cèlebre per l'advertència donada per Eisenhower del "complex militar-industrial".
A causa de problemes legals en mantenir un grau militar al servir en un càrrec civil, Eisenhower dimití del seu ofici de General de l'Exèrcit abans d'accedir al càrrec de President dels Estats Units. Després de completar el seu mandat presidencial, es reactivà la seva comissió a les llistes de retirats i de nou Eisenhower va ser un general de 5 estrelles de l'Exèrcit dels Estats Units.

## Retir

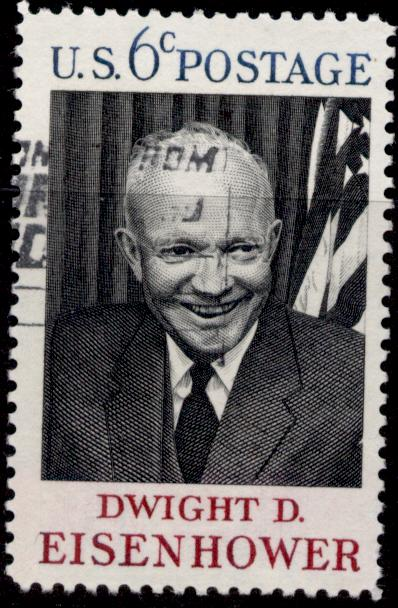
Segell publicat pel USPS al 1969

Finalitzat el seu segon mandat, Eisenhower es retirà on ell i Mamie havien passat molt de temps després de la guerra, a una granja prop del camp de batalla de Gettysburg, a Pennsilvània, però va ser molt sol·licitat per a donar conferències i per a diverses activitats (incloent l'assessorament dels seus successors a la Presidència), alhora que preparà les seves memòries.
Va morir el 28 de març de 1969 al Walter Reed Army Hospital de Washington. L'endemà, el cos es traslladà a la Catedral de Washington; i el 30 de març es portà al Capitoli dels Estats Units, on s'estigué a la Rotonda del Capitoli dels Estats Units, tornant el 31 a la catedral per rebre un funeral Episcopalià. Finalment, s'enterrà a Kansas el 2 d'abril. Eisenhower jau entre el seu fill Doud (que va morir el 1921 amb 3 anys) i la seva esposa Mamie, que morí el 1979.

## Dates de promoció
- Tinent de 2a – 12/6/1915
- Tinent – 1/6/1916
- Capità – 15/5/1917
- Major – 2/7/1920
- Tinent Coronel – 1/7/1936
- Coronel – 11/3/1941
- Brigadier – 29/9/1941
- Major General – 27/3/1942
- Tinent General – 7/7/1942
- General – 11/2/1943
- General de l'Exèrcit – 20/12/1944 (rang permanent) – 11/4/1946

## Condecoracions

L'escut d'armes concedit a Eisenhower per la seva incorporació com a cavaller de l'orde de l'Elefant al 1950. L'enclusa representa el fet que el seu nom deriva del mot alemany que defineix el "miner de ferro"

Medalla del Servei Distingit a l'Exèrcit amb 4 fulles de roure
 Medalla del Servei Distingit a la Marina
 Legió del Mèrit
 Medalla del Servei a la Frontera de Mèxic
 Medalla de la Victòria a la I Guerra Mundial
 Medalla del Servei de Defensa Americana amb la barra "Servei a l'Estranger"
 Medalla de la Campanya Americana
 Medalla de la Campanya Europea-Africana-Orient Mitjà amb una estrella de plata i 4 estrelles de bronze
 Medalla de la Victòria a la II Guerra Mundial
 Medalla de l'Exèrcit del Servei d'Ocupació (amb la barra Alemanya)
 Medalla del Servei a la Defensa Nacional
 Gran Creu de l'orde del Bany (Regne Unit)
 Orde del Mèrit (Regne Unit)
 Estrella d'Àfrica amb les insígnies 8 i 1 (Regne Unit)
 Gran Cordó de l'orde de Leopold (Bèlgica)
 Creu de Guerra (Bèlgica)
 Gran Creu de la Legió d'Honor (França)
 Company de l'Alliberament (França)
 Medalla Militar (França)
 Creu de Guerra 1939-1945 amb Palma (França)
 Gran Creu de l'orde de la Corona de Roure (Luxemburg)
 Creu de Guerra (Luxemburg)
 Cavaller de l'orde del Sant Sepulcre de Jerusalem (Santa Seu)
 Gran Creu de l'Orde del Lleó Blanc (Txecoslovaquia)
 Creu de Guerra (Txecoslovàquia)
 Cavaller de l'orde de l'Elefant (Dinamarca)
 Gran Cordó de l'orde d'Ouissam Alauita (Marroc)
 Gran Creu de l'Orde del Lleó Neerlandès (Països Baixos)
 Orde de la Victòria (URSS)
 Orde de Suvorov de 1a classe (URSS)
 Gran Creu de l'orde Virtuti Militari (Polònia)
 Creu de Grunwald de 1a classe (Polònia)
 Cavaller de l'orde Polònia Restituta (Polònia)
 Gran Creu de l'orde de l'Alliberador San Martín (Argentina)
 Gran Creu de l'Orde del Mèrit Militar (Brasil)
 Gran Creu de l'Orde del Mèrit Aeronàutic (Brasil)
 Gran Collar de l'orde de la Creu del Sud (Brasil)
 Medalla de Guerra (Brasil)
 Medalla de Campanya (Brasil)
 Gran Creu de l'Orde del Mèrit (Xile)
 Gran Cordó de l'orde del Núvol i la Bandera (Xina)
 Orde d'Abdón Calderón de 1a classe (Ecuador)
 Gran Cordó de l'Orde de Ismail (Egipte)
 Gran Creu de Cavaller amb Cordó de l'orde de Salomó (Etiòpia)
 Membre de l'orde de la Reina de Saba (Etiòpia)
 Gran Creu amb Espases de l'orde de Jordi I (Grècia)
 Creu del Mèrit Militar (Guatemala)
 Gran Creu de l'Orde d'Honor i Mèrit (Haití)
 Gran Creu de l'Orde Militar (Itàlia)
 Medalla del Mèrit Militar de Primera Classe (Mèxic)
 Collar de l'orde de l'Àliga Asteca (Mèxic)
 Medalla del Mèrit Cívic (Mèxic)
 Gran Creu del Reial Orde de Sant Olav (Noruega)
 Gran Creu de l'orde de Vasco Núñez de Balboa (Panamà)
 Gran Creu de l'orde de Manuel Amador Guerrero (Panamà)
 Gran Collar de l'orde de Sikatuna (Filipines)
 Cap Comandant de la Legió d'Honor Filipina
 Estrella del Servei Distingit (Filipines)
 Gran Creu de Cavaller de l'orde pro merito Melitensi (Malta)
 Gran Cordó de l'orde Nishan Iftikar (Tunísia)
Tot i això sense comptar la immensa quantitat de carrers, places, avingudes, etc. en ciutats de tot el món que porten el nom d'Eisenhower.

### Carrera militar
- Ambrose, Stephen E. Eisenhower: Soldier, General of the Army, President-Elect, 1890–1952 (en anglès), 1983.
- Ambrose, Stephen E. The Victors: Eisenhower and his Boys: The Men of World War II, New York] (en anglès).  Simon & Schuster, 1998. ISBN 0-684-85628-X.
- Eisenhower, David. Eisenhower at War 1943–1945 (en anglès).  Random House, 1986), New York. ISBN 978-0-394-41237-5. Un estudi biogràfic pel net d'Eisenhower.
- Irish, Kerry E. «Apt Pupil: Dwight Eisenhower and the 1930 Industrial Mobilization Plan» (pdf) (en anglès). The Journal of Military History 70.1, 2006, pàg. 31–61. Arxivat de l'original el 2019-02-09 [Consulta: 7 febrer 2019].
- Pogue, Forrest C. The Supreme Command, Washington, D.C. (en anglès).  Office of the Chief of Military History, Dept. of the Army, 1954. The official Army history of SHAEF.
- Weigley, Russel Frank. Eisenhower's Lieutenants:The Campaign of France and Germany, 1944-1945 (en anglès).  Indiana University Press, 1981. ISBN 9780253133335.

### Carrera civil
- Albertson, Dean (red.). Eisenhower as President (en anglès), 1963.
- Alexander, Charles C. Holding the Line: The Eisenhower Era, 1952–1961 (en anglès), 1975.
- Bowie, Robert R.; Immerman, Richard H. Waging Peace: How Eisenhower Shaped an Enduring Cold War Strategy (en anglès).  Oxford University Press, 1998.
- Damms, Richard V. The Eisenhower Presidency, 1953–1961 (en anglès), 2002.
- David, Paul T. (red.). Presidential Nominating Politics in 1952 (en anglès). 5 volums.  Johns Hopkins Press, 1954.
- Divine, Robert A. Eisenhower and the Cold War (en anglès), 1981.
- Greenstein, Fred I. The Hidden-Hand Presidency: Eisenhower as Leader (en anglès), 1991.
- Harris, Douglas B. «Dwight Eisenhower and the New Deal: The Politics of Preemption» (en anglès). Presidential Studies Quarterly, Vol. 27, 1997.
- Harris, Seymour E. The Economics of the Political Parties, with Special Attention to Presidents Eisenhower and Kennedy (en anglès), 1962.
- Krieg, Joann P. ed.. Dwight D. Eisenhower, Soldier, President, Statesman (en anglès), 1987.
- McAuliffe, Mary S. «Eisenhower, the President"» (en anglès). Journal of American History, 68, 1981, pàg.  625–632.
- Medhurst, Martin J. Dwight D. Eisenhower: Strategic Communicator (en anglès).  Greenwood Press, 1993.